# Список плазунів Мексики
Цей список плазунів Мексики складається з 995 видів рептилій, зареєстрованих у Мексиці. Список базується на даних The Reptile Database.

## Черепахи(Testudines)
Всього в Мексиці налічується 54 види черепах, які об'єднані в 7 родин і 20 родів. Серед них 6 морських видів, майже всі вони знаходяться під загрозою зникнення.

### Морські черепахи (Cheloniidae)

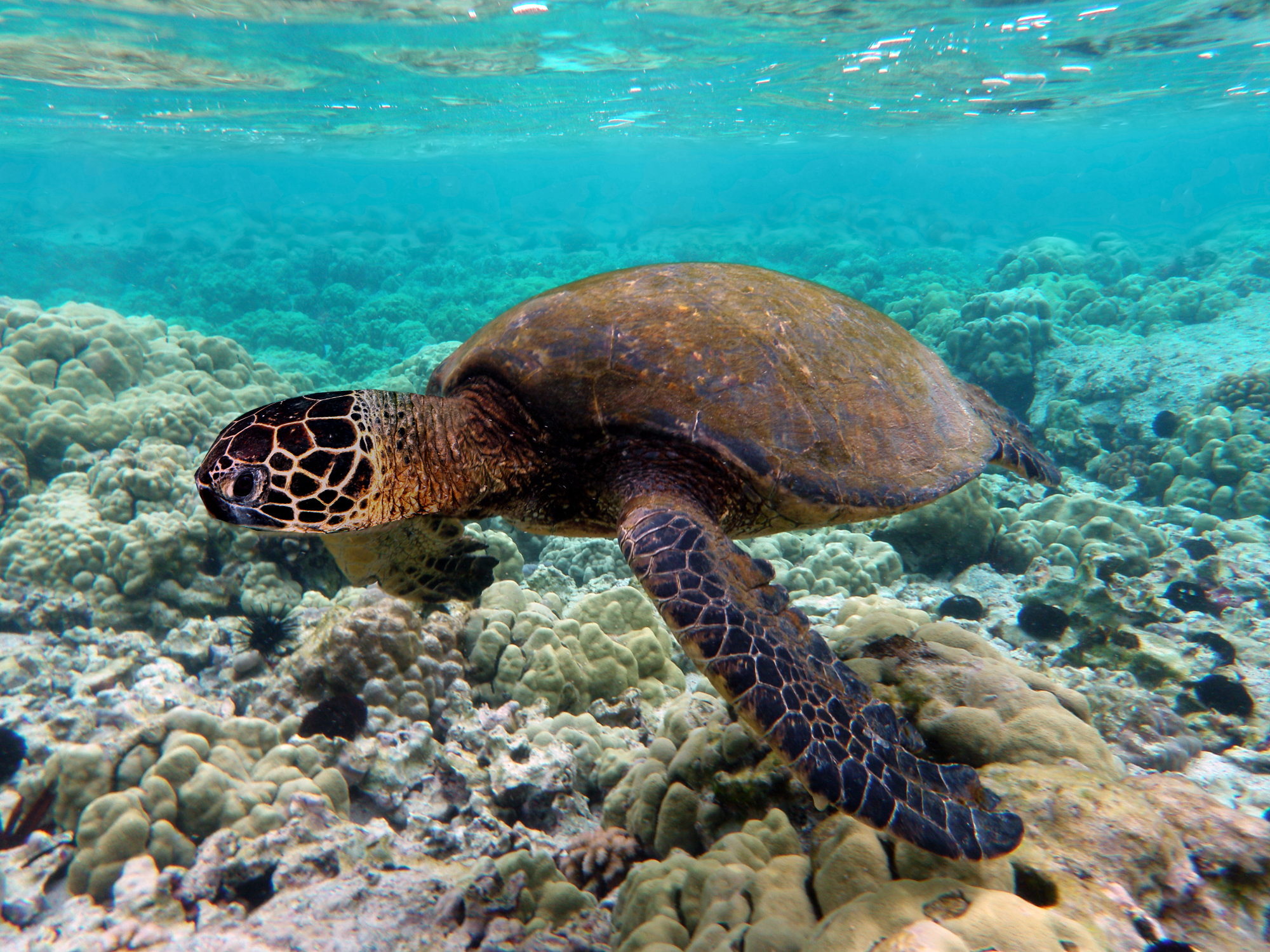
Chelonia mydas

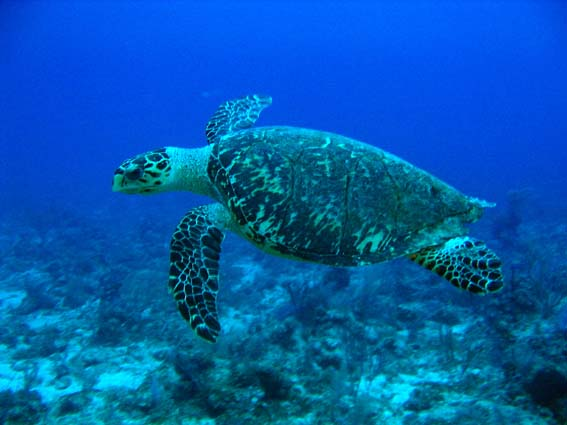
Eretmochelys imbricata

Ряд: Лускоподібні · Родина: Xenosauridae
Морські черепахи (Cheloniidae) — родина великих черепах, що мешкають у всіх тропічних морях, а також у деяких субтропічних і помірних морях. Морські черепахи виникли з сухопутних близько 120 мільйонів років тому і добре пристосовані до життя в морі. Харчуються в основному медузами, ракоподібними і кальмарами. У світі існує 5-6 видів, з яких щонайменше 5 зараз знаходяться під загрозою зникнення.
- Caretta caretta (Linnaeus, 1758) EN
- Chelonia mydas (Linnaeus, 1758) EN
- Eretmochelys imbricata (Linnaeus, 1766) CR
- Lepidochelys kempii Garman, 1880 CR
- Lepidochelys olivacea (Eschscholtz, 1829) VU

### Шкірясті черепахи (Dermochelyidae)
Ряд: Лускаті · Родина: Loxocemidae

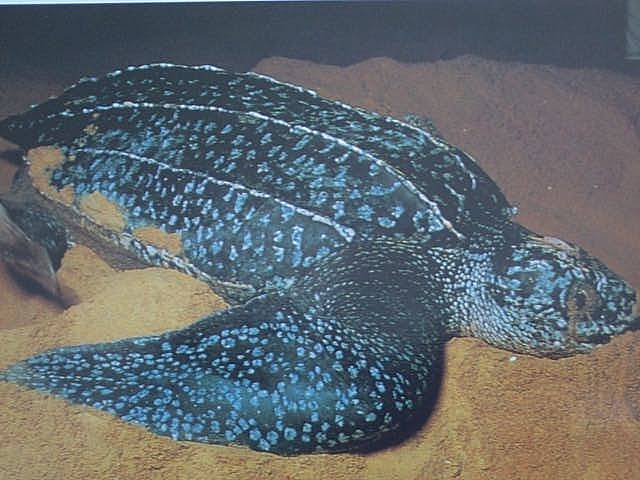
Dermochelys coriacea

Шкіряста морська черепаха (Dermochelys coriacea) є найбільшою з усіх існуючих черепах і може досягати довжини 2 метрів і ваги понад 600 кг. Трапляється у всіх тропічних і субтропічних морях. На відміну від більшості морських черепах, шкірясті черепахи часто зустрічаються в холодніших водах помірних зон. Це єдиний існуючий вид з родини Dermochelyidae, який вважається критично зникаючим. Усі інші види цієї родини відомі лише як викопні.
- Dermochelys coriacea (Vandelli, 1761) CR

### Кайманові черепахи (Chelydridae)
Кайманові черепахи (Chelydridae) — родина прісноводних черепах, яка складається з семи вимерлих і двох існуючих родів, обидва поширені на американському континенті. Існуючі роди — Chelydra з трьома видами та Macrochelys з одним видом. З чотирьох існуючих видів 2 трапляються в Мексиці.
- Chelydra rossignonii (Bocourt, 1868) VU
- Chelydra serpentina (Linnaeus, 1758)

### Мексиканські черепахи (Dermatemydidae)

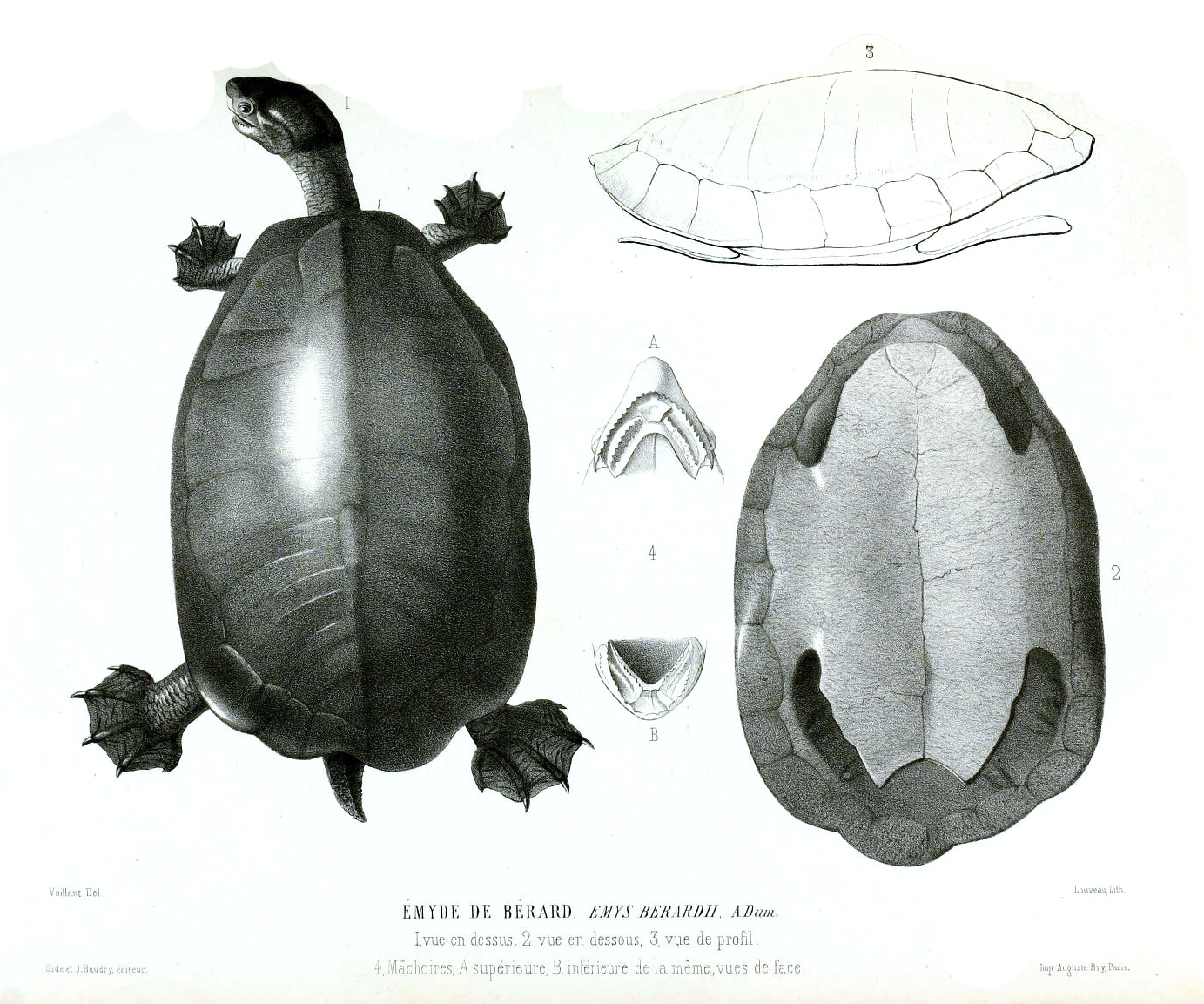
Dermatemys mawii

Біла черепаха — єдиний існуючий вид із родини Dermatemydidae. Це нічна водна черепаха, яка живе у великих річках і озерах Центральної Америки, від південної Мексики до північного Гондурасу. Це одна з найбільш експлуатованих черепах у світі та класифікована МСОП як вид , що перебуває під загрозою зникнення . Він досить великий і може важити близько 20 кг. Його сплощений панцир може досягати довжини 65 см і зазвичай сірого або майже чорного кольору. Його пластрон зазвичай кремового кольору.
- Dermatemys mawii Gray, 1847 CR

### Прісноводні черепахи (Emydidae)

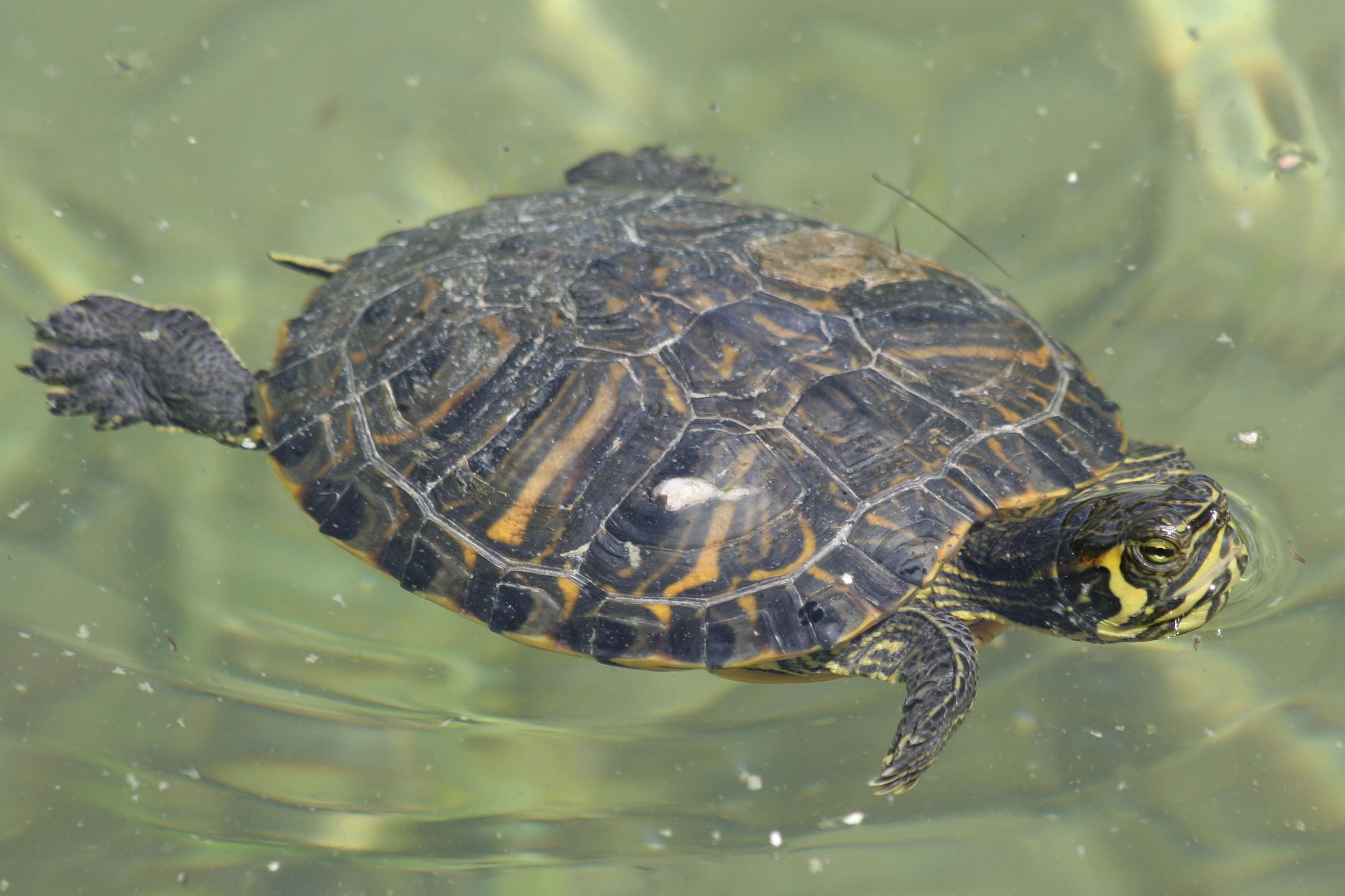
Trachemys scripta

Емідиди (Emydidae) — родина хижих водних і напівводних черепах. Більшу частину часу вони живуть у ставках, водосховищах і річках, виходячи на сушу, коли потрібно знайти відповідні місця для відкладання яєць. Ця родина складається з 10 родів, які містять понад 50 видів. У Мексиці трапляється 18 видів.
- Actinemys marmorata (Baird & Girard, 1852) VU
- Chrysemys picta (Schneider, 1783)
- Deirochelys reticularia (Latreille, 1801)
- Pseudemys concinna (Le Conte, 1830)
- Pseudemys gorzugi Ward, 1984
- Terrapene carolina (Linnaeus, 1758)
- Terrapene coahuila Schmidt & Owens, 1944 EN
- Terrapene mexicana (Gray, 1849)
- Terrapene nelsoni Stejneger, 1925
- Terrapene ornata (Agassiz, 1857) NT
- Trachemys gaigeae (Hartweg, 1939)
- Trachemys grayi (Bocourt, 1868)
- Trachemys nebulosa (Van Denburgh, 1895)
- Trachemys ornata (Gray, 1831) VU
- Trachemys scripta (Thunberg in Schoepff, 1792)
- Trachemys taylori (Legler, 1960)
- Trachemys venusta (Gray, 1855)
- Trachemys yaquia (Legler & Webb, 1970)

### Азійські прісноводні черепахи (Geoemydidae)

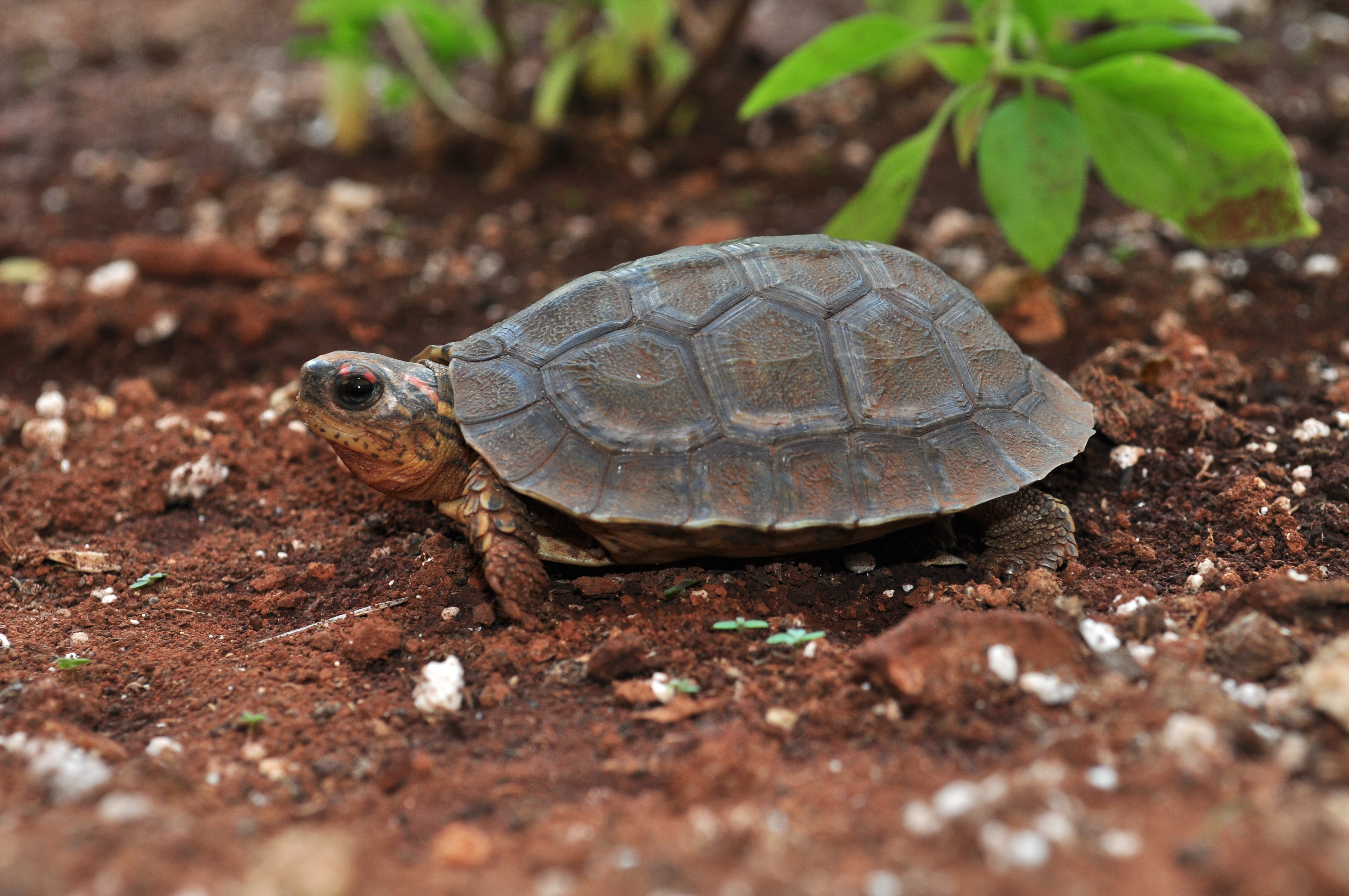
Rhinoclemmys areolata

- Rhinoclemmys areolata (Duméril & Bibron, 1851) NT
- Rhinoclemmys pulcherrima (Gray, 1855) NT
- Rhinoclemmys rubida (Cope, 1870)

### Мулові черепахи (Kinosternidae)

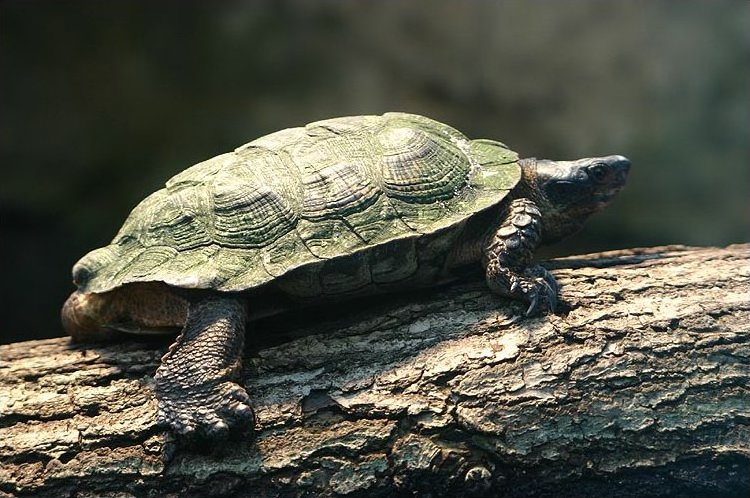
Kinosternon scorpioides

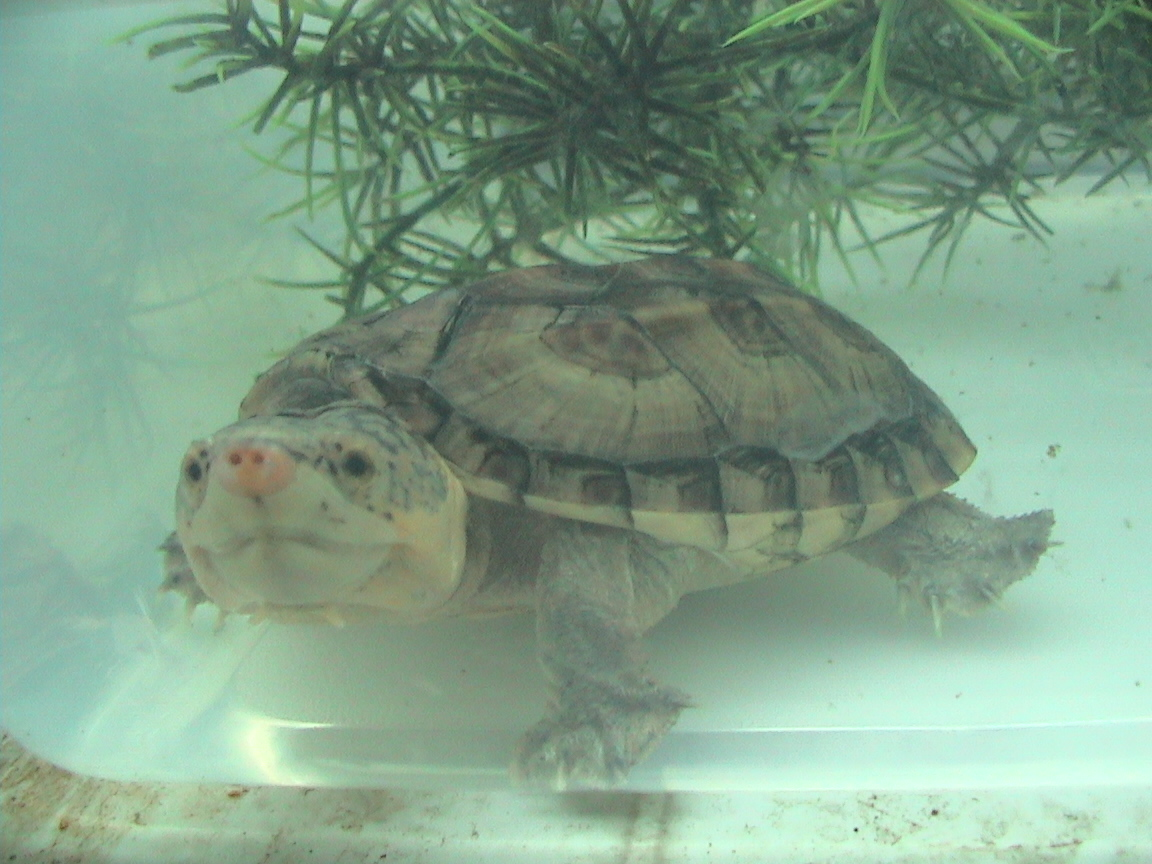
Staurotypus salvinii

Мулові черепахи (Kinosternidae) — родина черепах, що походить з Америки. В основному це невеликі черепахи, які населяють водойми з м'яким мулистим дном з великою кількістю рослинності. Усі представники родини хижі і харчуються ракоподібними, водними комахами, молюсками, кільчастими червами, земноводними, дрібною рибою та іноді падлом. Всього родина налічує 4 роди і 25 видів. У Мексиці трапляється 18 видів.
- Claudius angustatus Cope, 1865 NT
- Cryptochelys acuta (Gray, 1831) NT
- Cryptochelys creaseri (Hartweg, 1934) NT
- Cryptochelys herrerai (Stejneger, 1925) VU
- Cryptochelys leucostomum Duméril & Bibron, 1851 VU
- Kinosternon alamosae Berry & Legler, 1980
- Kinosternon stejnegeri (Гілмор, 1923)
- Kinosternon chimalhuaca Berry, Seidel & Iverson, 1997
- Kinosternon durangoense Iverson, 1979 VU
- Kinosternon flavescens (Agassiz, 1857)
- Kinosternon hirtipes (Wagler, 1830) VU
- Kinosternon integrum Le Conte, 1854 VU
- Kinosternon oaxacae Berry & Iverson, 1980
- Kinosternon scorpioides (Linnaeus, 1766)
- Kinosternon sonoriense Ле Конт, 1854 VU
- Staurotypus salvinii Gray, 1864 NT
- Staurotypus triporcatus (Wiegmann, 1828) NT
- Sternotherus odoratus (Latreille, 1802)

## Крокодили(Crocodylia)

### Крокодилові (Crocodylidae)

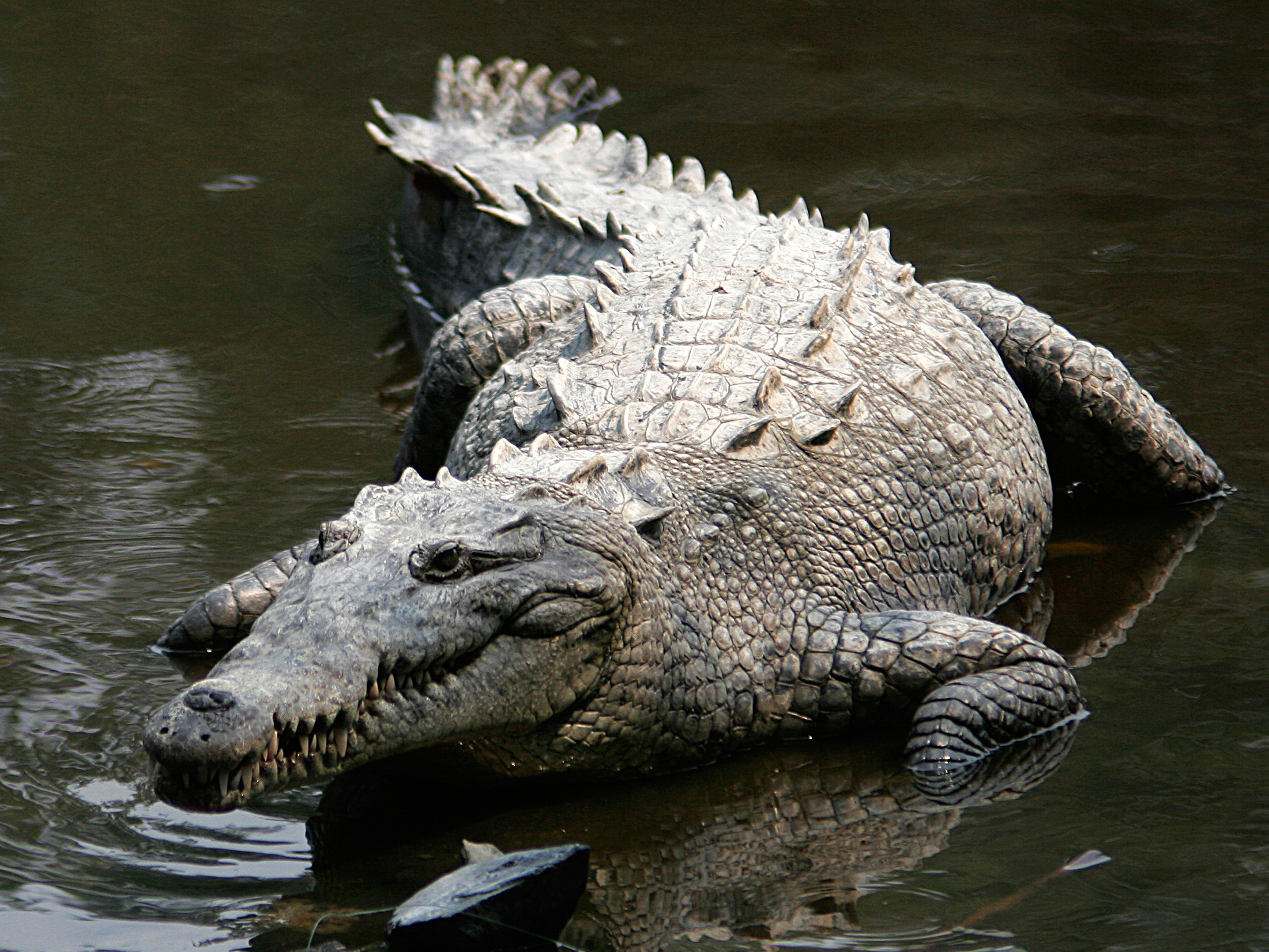
Crocodylus acutus

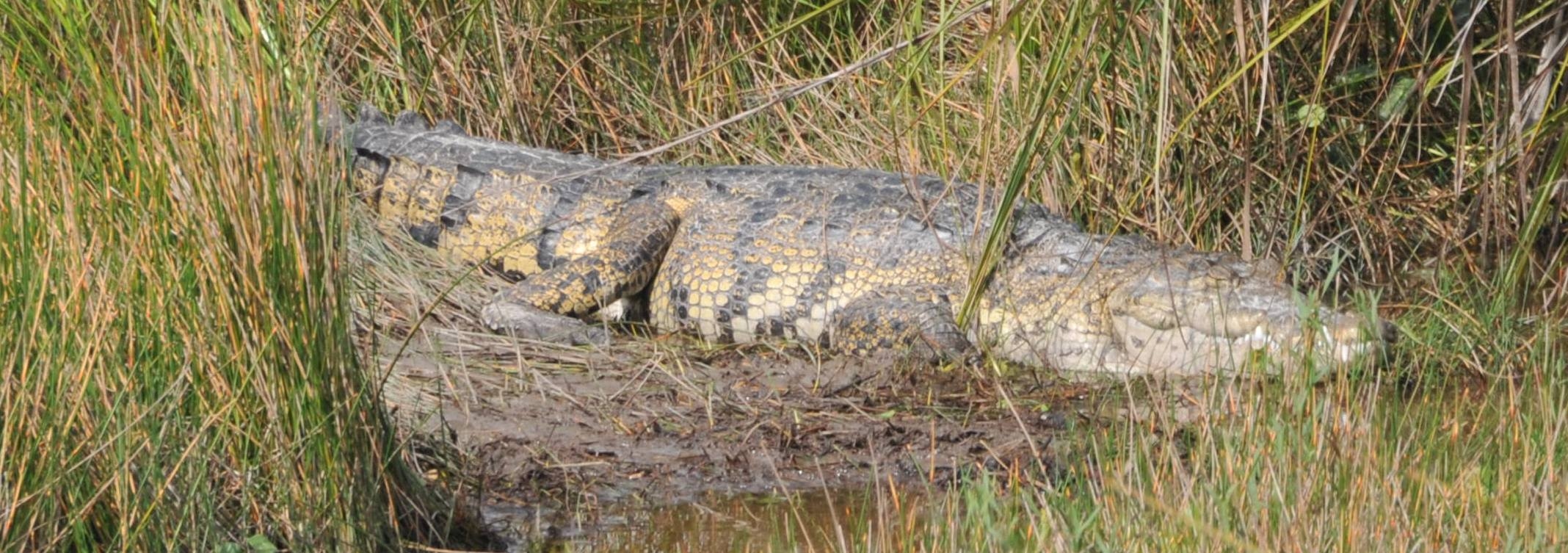
Crocodylus moreletii

Крокодилові (Crocodylidae) — родина завропсидових архозаврів. Включає 14 видів великих напівводних рептилій, які мешкають у тропічних районах світу. Крокодили, як правило, мешкають в прісноводних середовищах існування, таких як річки, озера, водно-болотні угіддя та іноді солонуваті води. Це мисливці із засідки, які зазвичай чекають наближення своєї здобичі, як правило, риби або наземних тварин, перш ніж атакувати їх. Вони харчуються в основному хребетними, такими як риби, рептилії та ссавці, а іноді і безхребетними, такими як молюски та ракоподібні, залежно від виду. Будучи холоднокровними хижаками, вони мають повільний метаболізм і тому можуть довго виживати без їжі. Незважаючи на повільний вигляд, крокодили дуже швидкі на коротких дистанціях навіть поза водою.
- Crocodylus acutus Cuvier, 1807 VU
- Crocodylus moreletii Duméril & Bocourt, 1851

### Алігаторові (Alligatoridae)

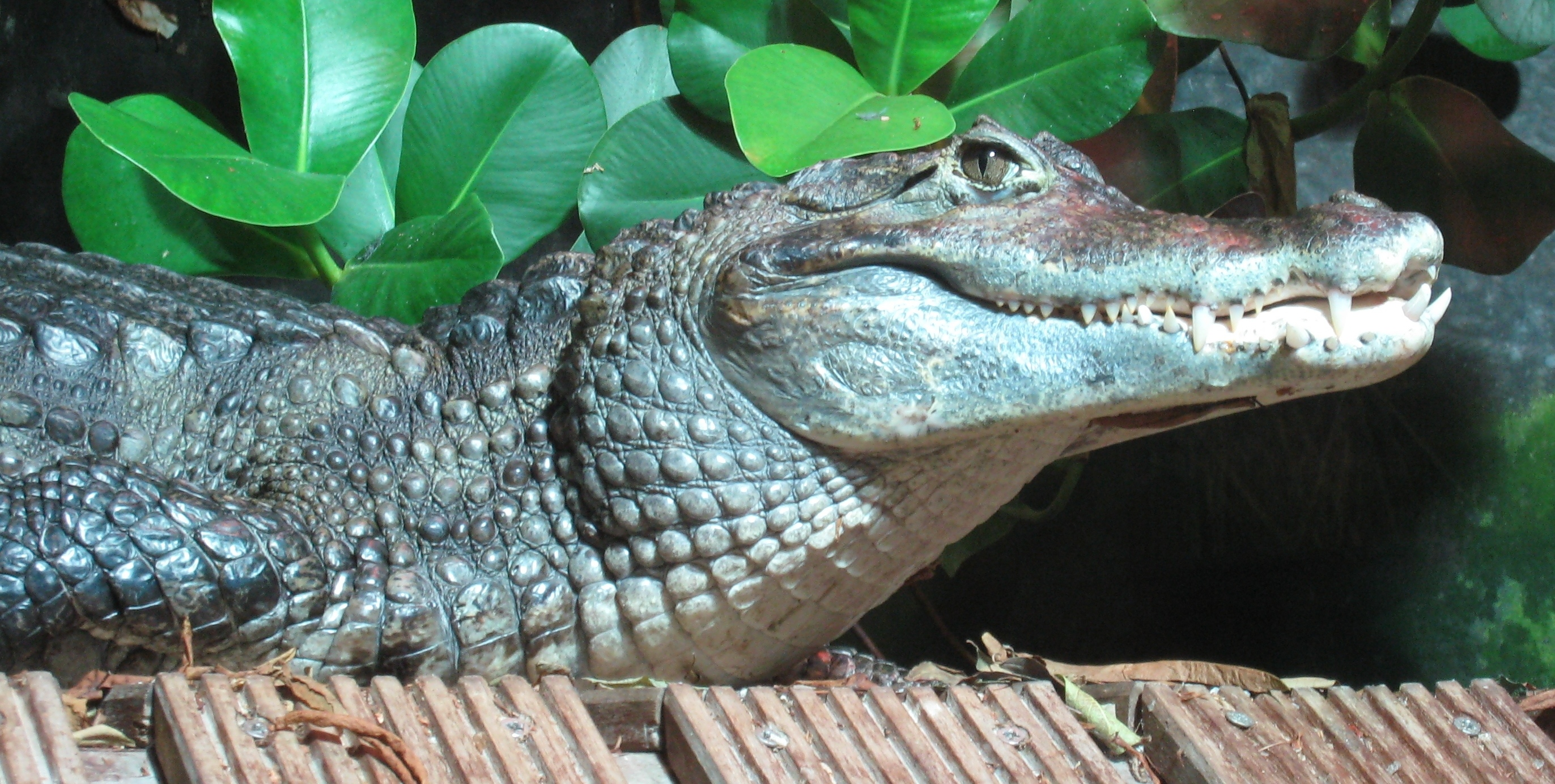
Caiman crocodilus

Алігаторові (Alligatoridae) — родина крокодилоподібних зауропсид (рептилій), що походять з Америки. Він включає існуючі роди Alligator, Caiman, Melanosuchus і Paleosuchus, а також численні вимерлі роди. З 7 видів, що населяють Америку, 2 зустрічаються в Мексиці.
- Alligator mississippiensis (Daudin, 1802)
- Caiman crocodilus Linnaeus, 1758

## Ящірки(Squamata)

### Веретільницеві(Anguidae)
Веретільницеві (Anguidae) — родина ангіморфних лускатих завропсид. Види підродини Anguinae характеризуються атрофією ніг, незважаючи на те, що вони не пов'язані безпосередньо зі зміями чи амфісбенами, оскільки це помітний випадок еволюційної конвергенції. Родина була описана англійським натуралістом Джоном Едвардом Греєм у 1825 році. Поширення Anguidae охоплює Старий і Новий світ. Їх немає лише в Австралії. Більшість видів є наземними, живуть на лісовій підстилці. Родина поділяється на чотири підродини (одна вимерла), 10 сучасних родів і містить 94 види. У Мексиці налічується 50 видів.
- Abronia antauges Cope, 1866
- Abronia aurita Cope, 1869 EN
- Abronia bogerti Tihen, 1954 DD
- Abronia chiszari Smith & Smith, 1981 EN
- Abronia cuetzpali Campbell, Solano-Zavaleta, Flores-Villela, Caviedes-Solis & Frost, 2016 NE
- Abronia deppii Wiegmann, 1828 EN
- Abronia fuscolabialis Tihen, 1944 EN
- Abronia gadovii Boulenger, 1913
- Abronia graminea Cope, 1864 VU
- Abronia juarezi Karges & Wright, 1987
- Abronia leurolepis Campbell & Frost, 1993 DD
- Abronia lythrochila Smith & Álvarez del Toro, 1963 LC
- Abronia martindelcampoi Flores-Villela & Sánchez-H., 2003 EN
- Abronia matudai Hartweg & Tihen, 1946 EN
- Abronia mitchelli Campbell, 1982 DD
- Abronia mixteca Bogert & Porter, 1967
- Abronia moreletii Bocourt, 1872 LC
- Abronia morenica Clause, Luna-Reyes & Nieto-Montes De Oca, 2020 NE
- Abronia oaxacae Günther, 1885 VU
- Abronia ochoterenai Martín del Campo, 1939 DD
- Abronia ornelasi Campbell, 1984 DD
- Abronia ramirezi Campbell, 1994 DD
- Abronia reidi Werler & Shannon, 1961 DD
- Abronia smithi Campbell & Frost, 1993 LC
- Abronia taeniata Wiegmann, 1828 EN
- Abronia viridiflava Bocourt, 1873
- Abronia zongolica García-Vázquez, Clause, Gutiérrez-Rodríguez, Cazares-Hernández & de la Torre-Loranca, 2022 NE
- Barisia herrerae Zaldîvar-Riverón & Nieto-Montes de Oca, 2002
- Barisia imbricata Wiegmann, 1828
- Barisia levicollis Stejneger, 1890
- Barisia rudicollis (Wiegmann, 1828)
- Desertum lugoi McCoy, 1970
- Elgaria kingii Gray, 1838
- Elgaria multicarinata (Blainville, 1835)
- Elgaria paucicarinata (Fitch, 1934)
- Elgaria velazquezi Grismer & Hollingsworth, 2001
- Gerrhonotus farri Bryson & Graham, 2010
- Gerrhonotus infernalis Baird, 1859
- Gerrhonotus lazcanoi Banda-Leal, Nevárez-de los Reyes, Bryson, 2017
- Gerrhonotus liocephalus Wiegmann, 1828
- Gerrhonotus mccoyi García-Vázquez, Contreras-Arquieta, Trujano-Ortega & Nieto-Montes de Oca, 2018
- Gerrhonotus ophiurus Cope, 1867
- Gerrhonotus parvus Knight & Scudday, 1985
- Ophisaurus ceroni Holman, 1965
- Ophisaurus incomptus McConkey, 1955

### Diploglossidae
- Celestus enneagrammus (Cope, 1860)
- Celestus rozellae (Smith, 1942)
- Diploglossus atitlanensis (Smith, 1950)
- Diploglossus ingridae Werler & Campbell, 2004
- Diploglossus legnotus Campbell & Camarillo, 1994
- Diploglossus microcephalus (Hallowell, 1856)
- Diploglossus owenii Duméril & Bibron, 1839

### Геконові (Gekkonidae)

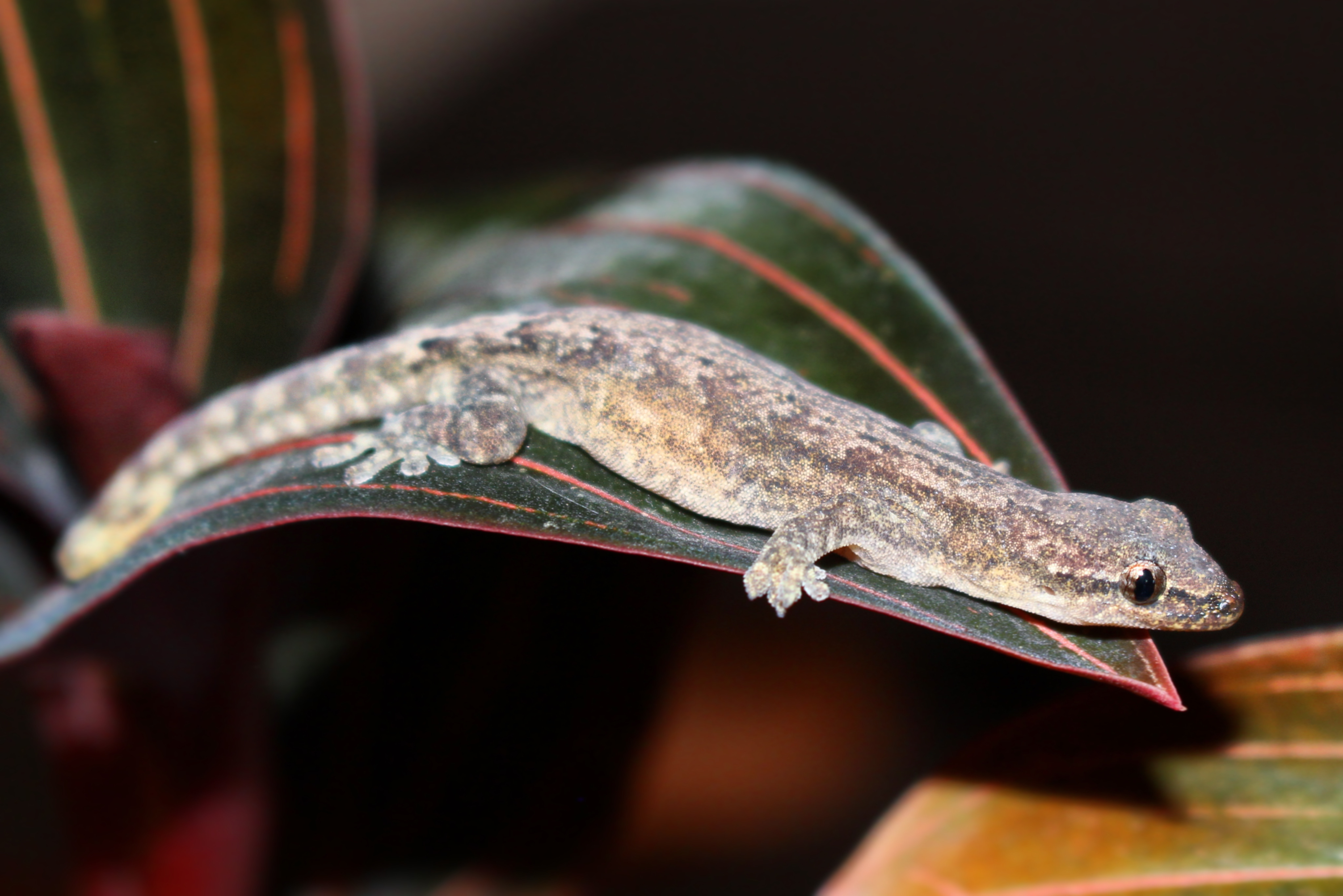
Lepidodactylus lugubris

Геконіди або гекони (Gekkonidae) — родина лускатих зауропсид (рептилій), яка включає види малих і середніх розмірів, що мешкають у помірному та тропічному кліматі по всьому світу. Вони мають кілька характерних рис, які чітко відрізняють їх від інших ящірок. Вони унікальні своєю вокалізацією, оскільки вони видають верескливі звуки під час взаємодії з іншими геконами. Вони ведуть нічний спосіб життя, з великими очима та вертикальними лопатевими зіницями, які дозволяють надзвичайну варіативність їх відкриття. Багато видів мають липкі подушечки на підошвах ніг, які дозволяють їм лазити по гладких вертикальних поверхнях і навіть переміщатися по дахах. Родина геконів має глобальне поширення. У Мексиці зустрічається 6 видів.
- Gehyra mutilata (Wiegmann, 1834)
- Hemidactylus brookii Gray, 1845
- Hemidactylus frenatus Schlegel, 1836
- Hemidactylus mabouia (Moreau de Jonnès, 1818)
- Hemidactylus turcicus (Linnaeus, 1758)
- Lepidodactylus lugubris (Duméril & Bibron, 1836)

### Eublepharidae

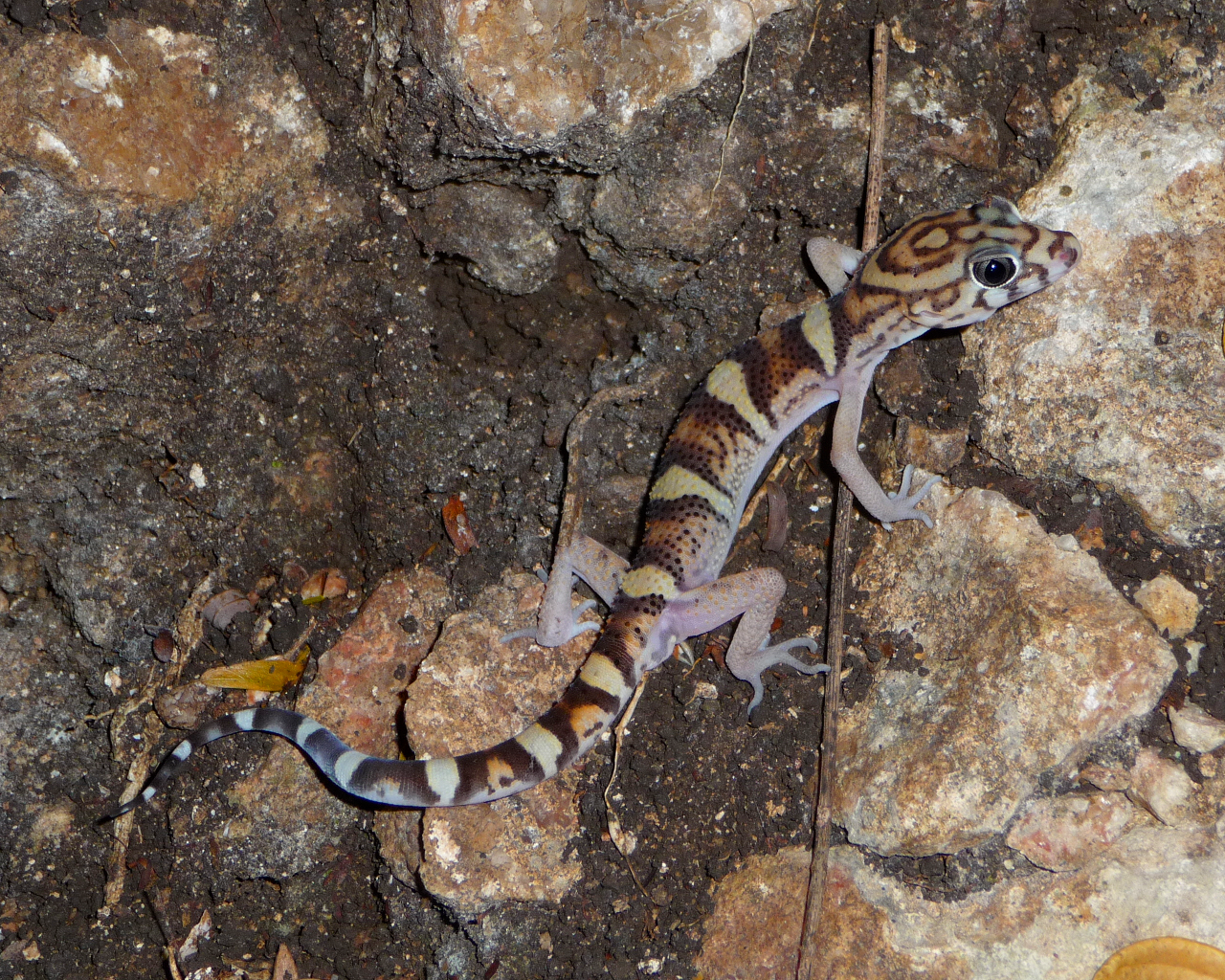
Coleonyx elegans

Еублефари (Eublepharidae) — родина ящірок, що належать до інфраряду Gekkota. Складається з 27 видів, об'єднаних у п'ять родів. Вони мають примітивніші характеристики, ніж інші гекони. Зокрема, на ногах відсутні утворення, які дозволяють більшості геконів підніматися на круті поверхні. На відміну від інших геконів, вони також мають рухливі повіки. Це нічні ящірки, які харчуються в основному комахами. У Мексиці зустрічається 6 видів.
- Coleonyx brevis Stejneger, 1893
- Coleonyx elegans Gray, 1845
- Coleonyx fasciatus (Boulenger, 1885)
- Coleonyx reticulatus Davis & Dixon, 1958
- Coleonyx switaki (Murphy, 1974)
- Coleonyx variegatus (Baird, 1858)

### Phyllodactylidae

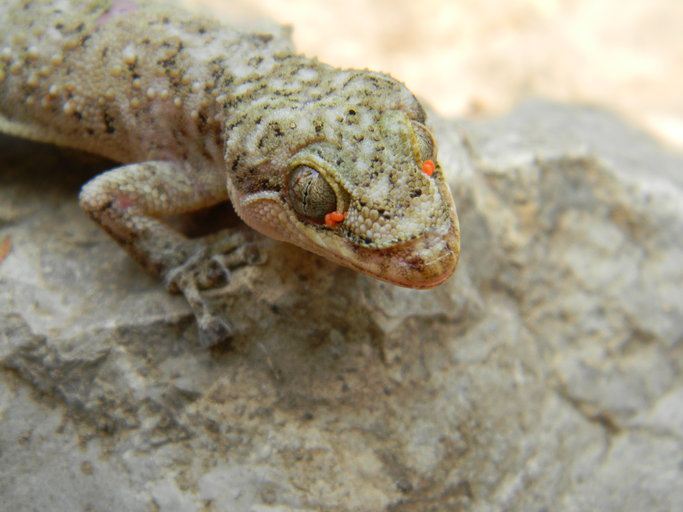
Phyllodactylus tuberculosus

- Phyllodactylus angelensis Dixon, 1966
- Phyllodactylus apricus Dixon, 1966
- Phyllodactylus bordai Taylor, 1942
- Phyllodactylus bugastrolepis Dixon, 1966
- Phyllodactylus davisi Dixon, 1964
- Phyllodactylus delcampoi Mosauer, 1936
- Phyllodactylus duellmani Dixon, 1960
- Phyllodactylus homolepidurus Smith, 1935
- Phyllodactylus lanei Smith, 1935
- Phyllodactylus muralis Taylor, 1940
- Phyllodactylus nocticolus Dixon, 1964
- Phyllodactylus papenfussi Murphy, Blair & de la Cruz, 2009
- Phyllodactylus partidus Dixon, 1966
- Phyllodactylus paucituberculatus Dixon, 1960
- Phyllodactylus santacruzensis Dixon, 1966
- Phyllodactylus tinklei Dixon, 1966
- Phyllodactylus tuberculosus Wiegmann, 1834
- Phyllodactylus unctus (Cope, 1864)
- Phyllodactylus xanti Cope, 1863
- Thecadactylus rapicauda (Houttuyn, 1782)

### Sphaerodactylidae
- Aristelliger georgeensis (Bocourt, 1873)
- Gonatodes albogularis (Duméril & Bibron, 1836)
- Sphaerodactylus argus Gosse, 1850
- Sphaerodactylus continentalis Werner 1896
- Sphaerodactylus glaucus Cope, 1865
- Sphaerodactylus millepunctatus Hallowell, 1861

### Отрутозубові (Helodermatidae)

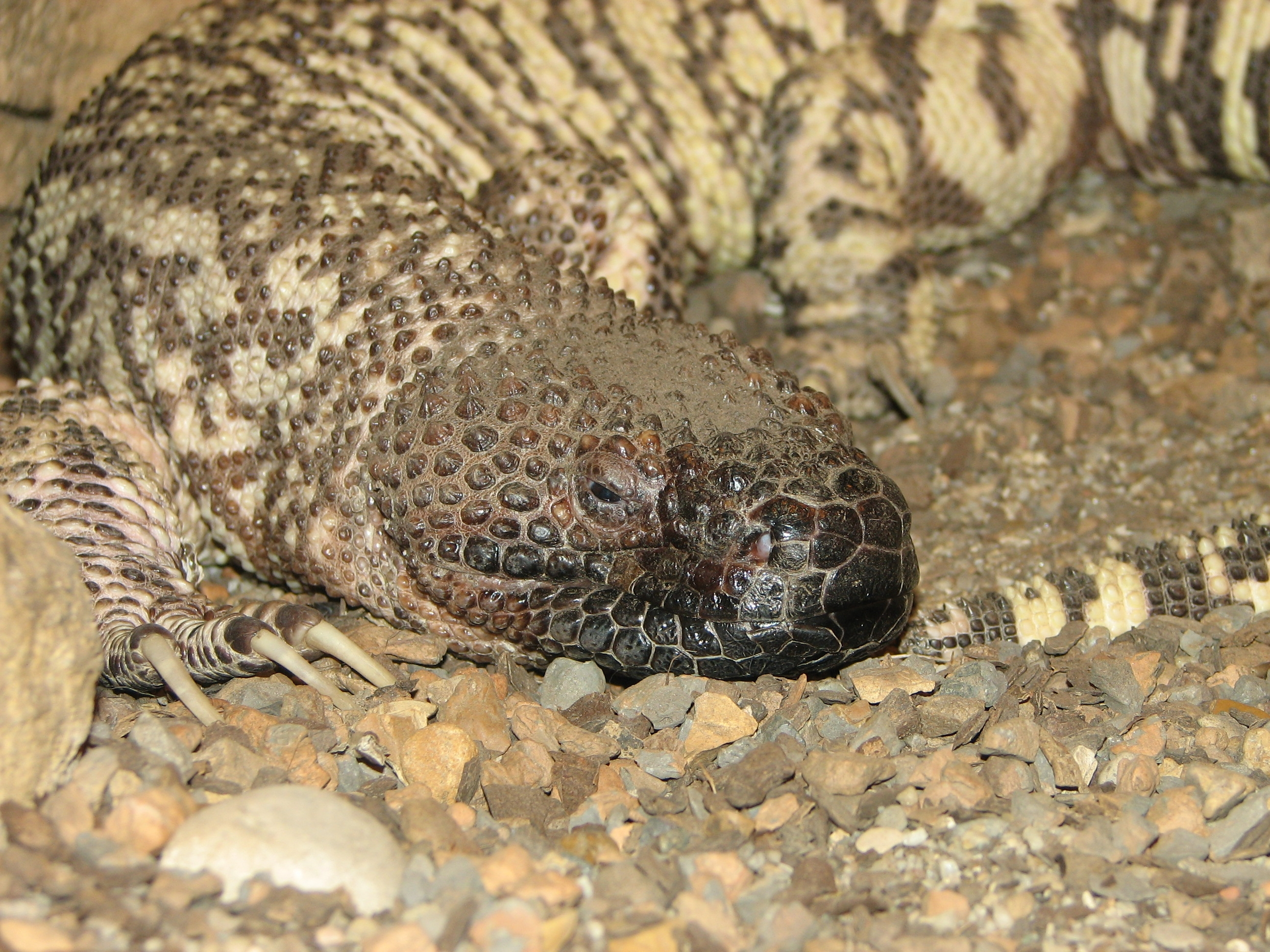
Heloderma horridum

Helodermatidae — родина наземних ящірок, єдиним родом якого є Heloderma, що включає єдиних отруйних ящірок на американському континенті. Родина складається з двох видів, що походять із південного заходу США, Мексики та Гватемали, які віддають перевагу напівпосушливим середовищам проживання. У Мексиці трапляється 2 види.
- Heloderma horridum (Wiegmann, 1829) VU
- Heloderma suspectum Cope, 1869 NT

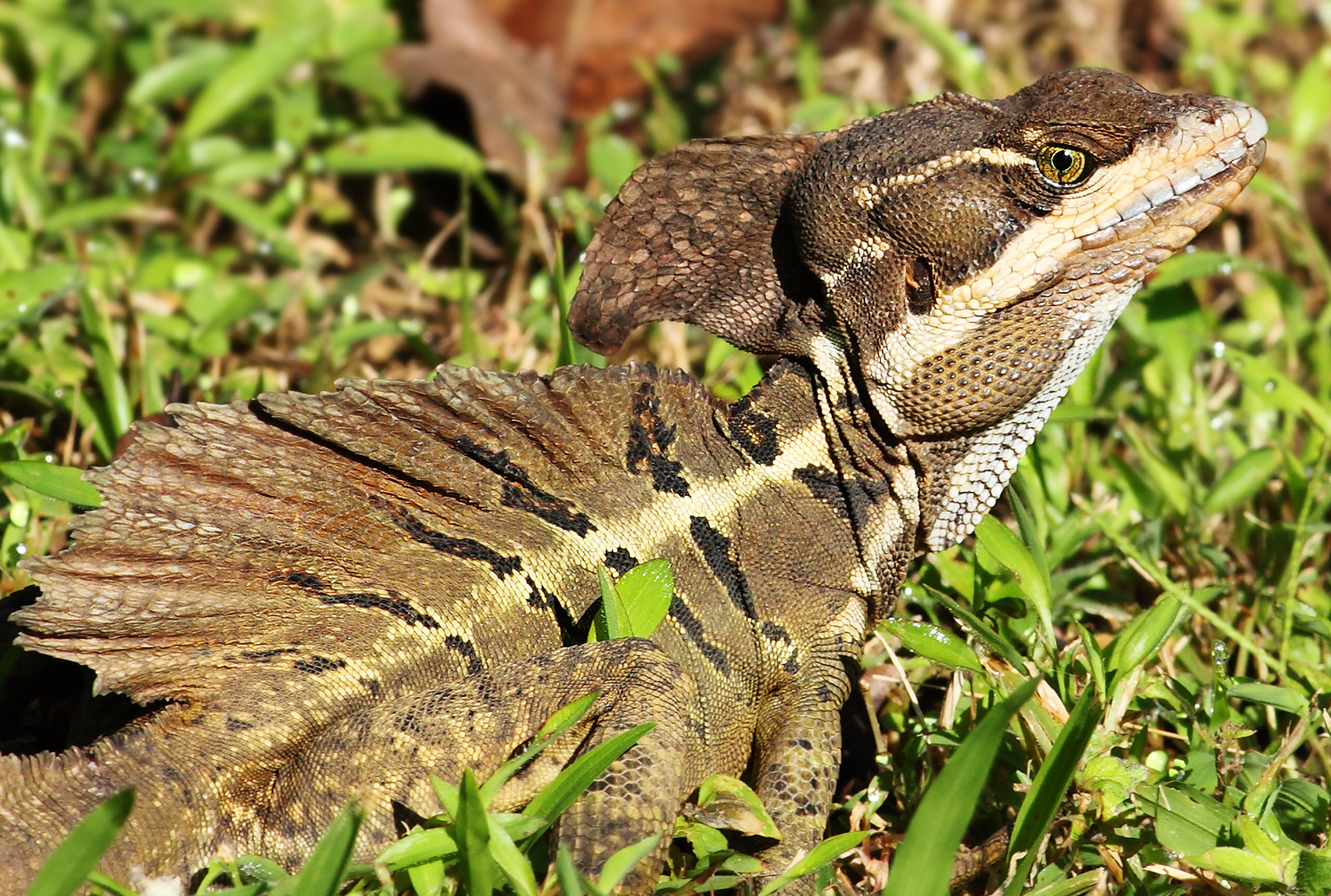
Basiliscus vittatus

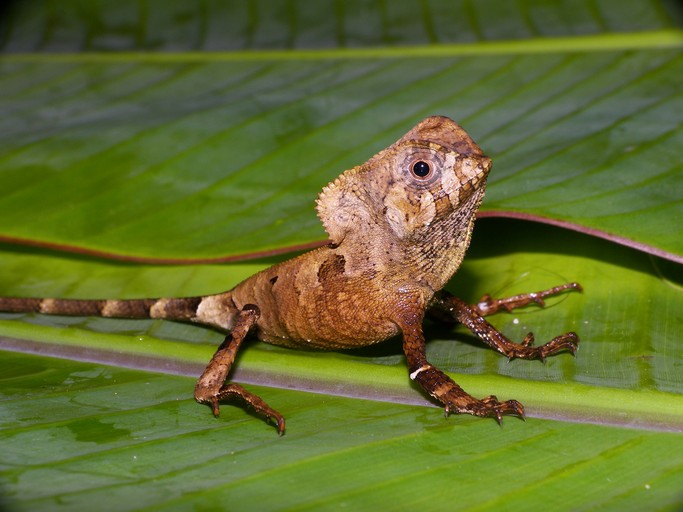
Corytophanes cristatus

Шоломові ящірки (Corytophanidae) — родина лускатих плазунів підряду ящірок. Зазвичай вони мають шоломоподібні передні гребені, які є статево диморфними ознаками у видів роду Basiliscus, оскільки вони розвиваються лише у самців, тоді як у видів роду Corytophanes і Laemanctus вони присутні як у самців, так і у самиць. Ареал поширення включає Мексику, Центральну та Південну Америку до Еквадору. Існує дев'ять визнаних видів коритофанід, з яких 6 зустрічаються в Мексиці.
- Basiliscus vittatus Wiegmann, 1828
- Corytophanes cristatus (Merrem, 1821)
- Corytophanes hernandesii (Wiegmann, 1831)
- Corytophanes percarinatus Duméril, 1856
- Laemanctus longipes Wiegmann, 1834
- Laemanctus serratus Cope, 1864

### Ігуанові(Iguanidae)

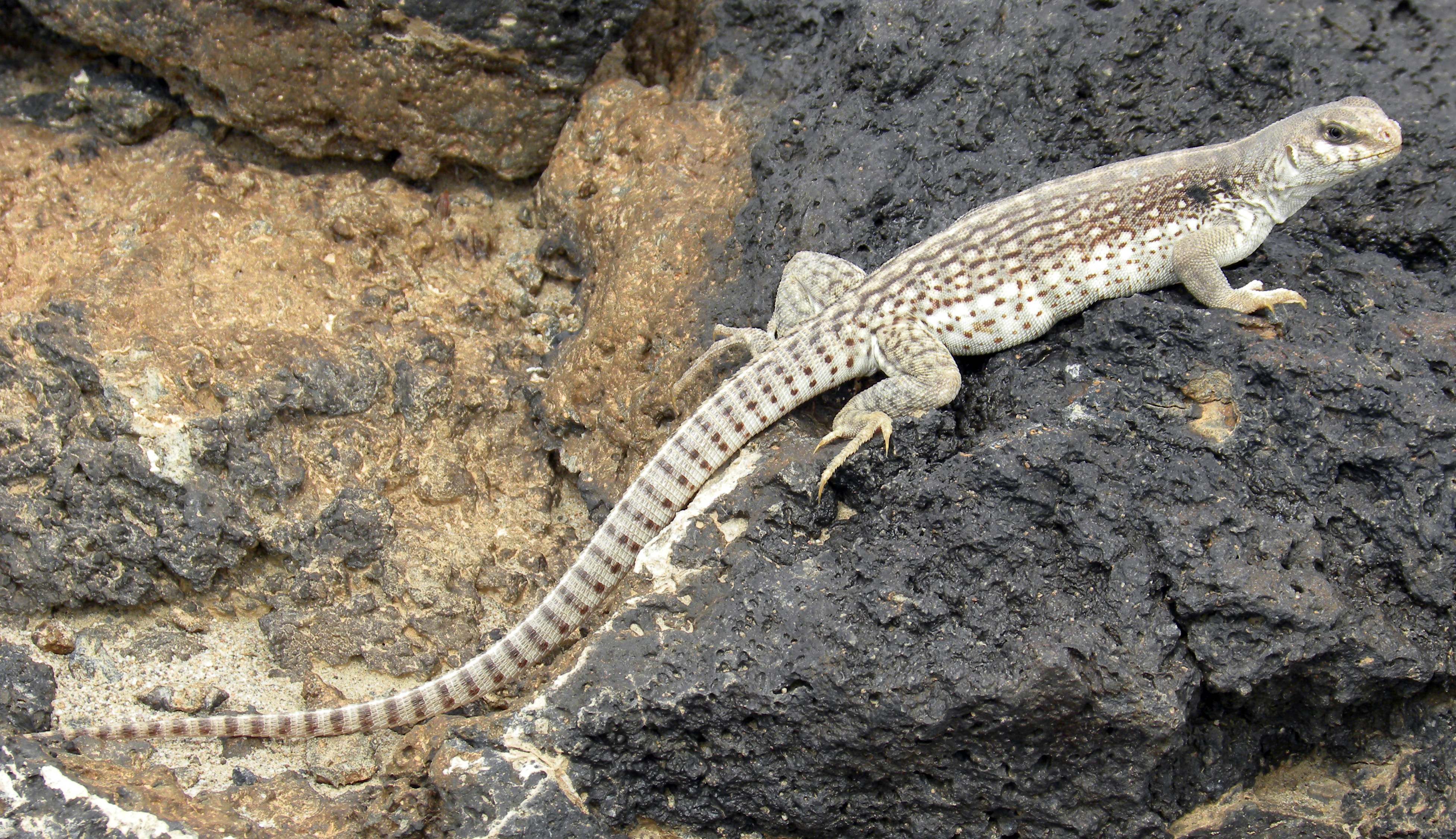
Dipsosaurus dorsalis

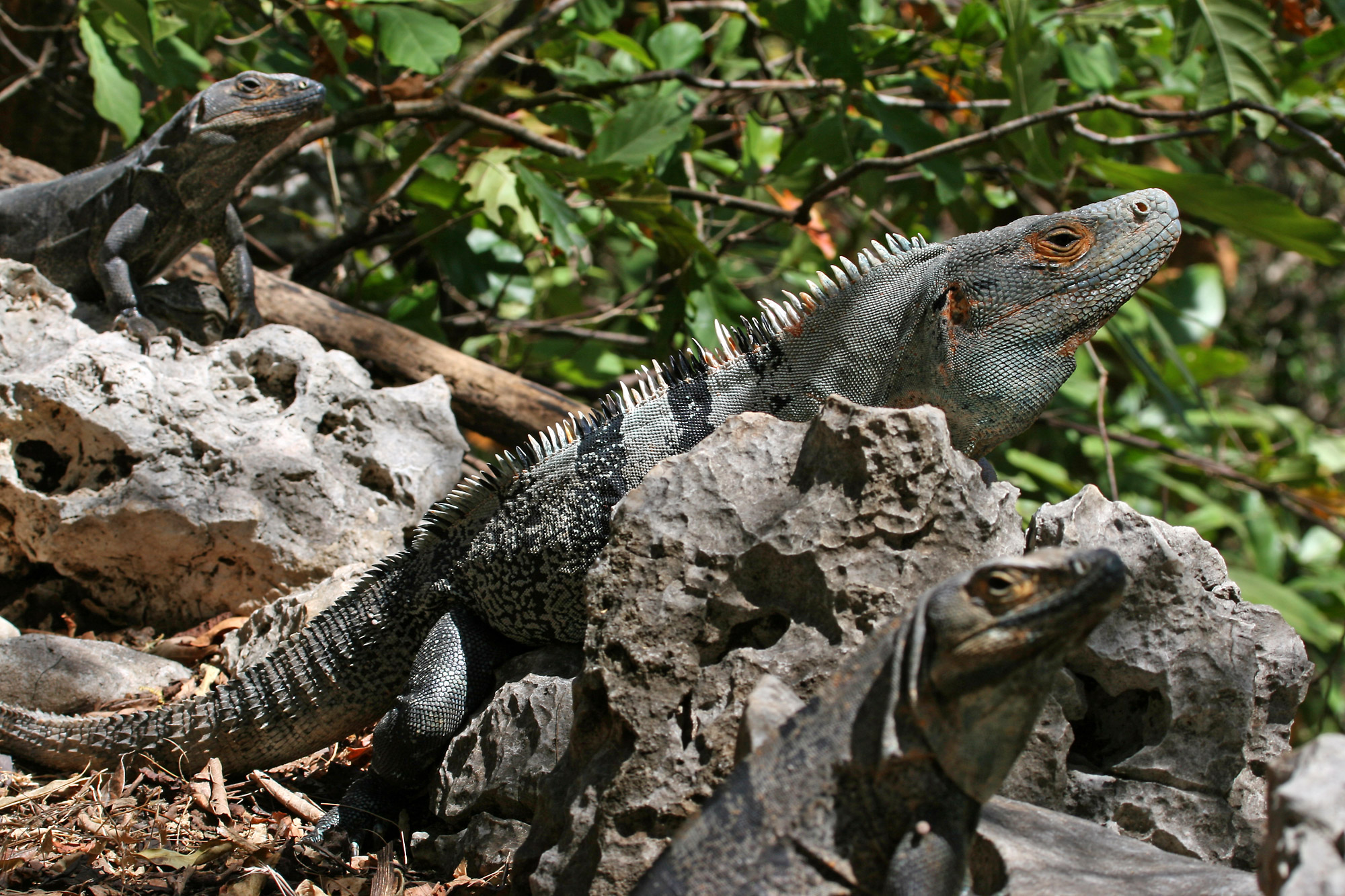
Ctenosaura similis

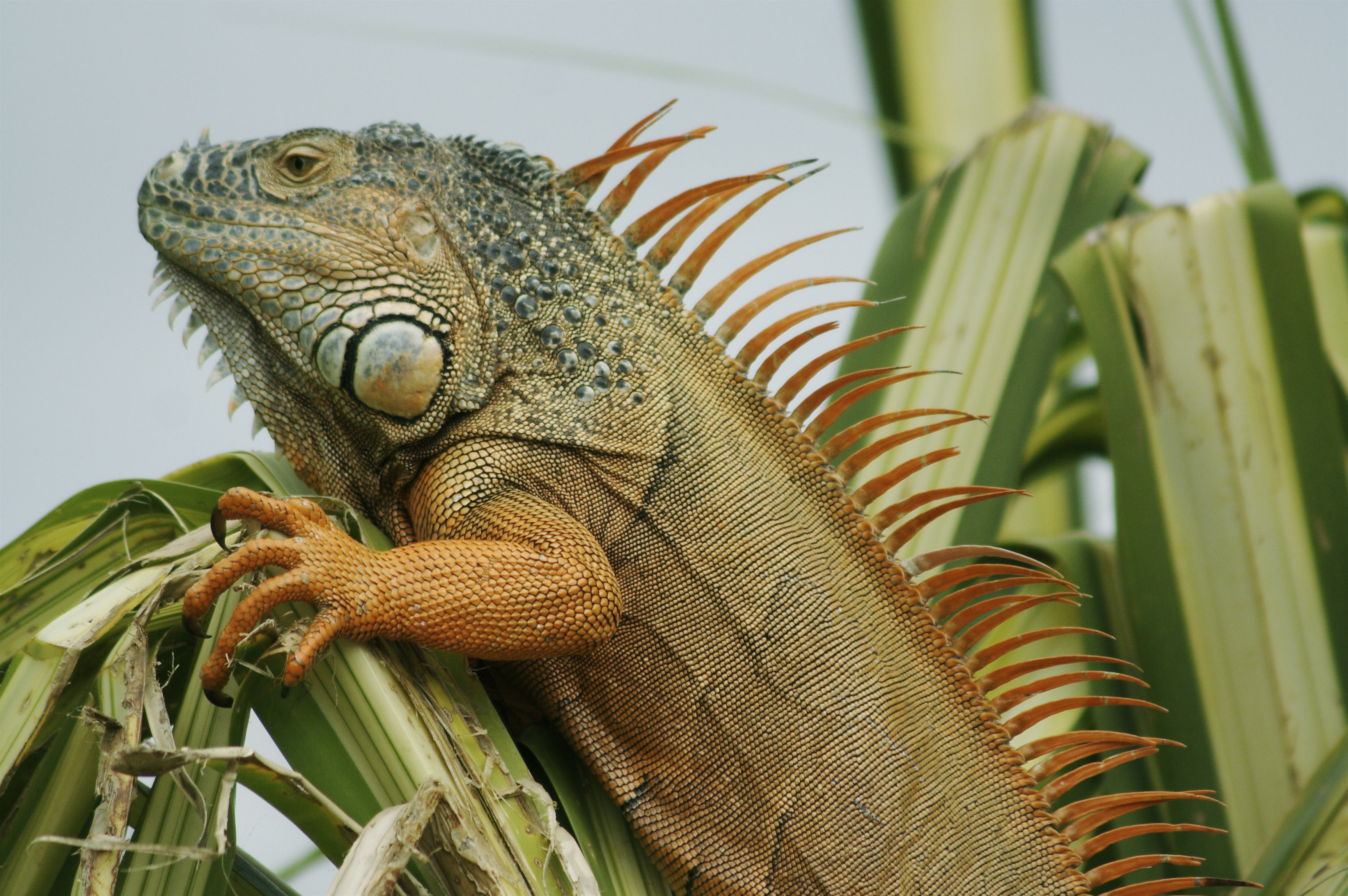
Iguana iguana

Ігуаніди (Iguanidae) — родина ящірок, яка поширена від півдня США, Центральної Америки до Парагваю та від Карибських островів до Галапагоських островів і Фіджі. Ігуаніди можуть досягати від 14 см до 200 см завдовжки. Хвіст часто довший за тіло. Вони часто мають підгрудок, який допомагає регулювати температуру тіла, і спинні колючки, більш виражені у самців. Деякі види є наземними, інші воліють жити на деревах або скелях. Самці зазвичай територіальні і захищають свою територію від інших самців, але терплять самиць. Усі ігуани є яйцекладними. Гнізда зазвичай досить великі, часто кілька самок відкладають яйця поруч з іншими гніздами, щоб полегшити захист від хижаків. Молоді особини харчуються в основному комахами та іншими безхребетними, тоді як дорослі, особливо великі види, переходять на переважно рослинну дієту. У Мексиці зустрічається 16 видів ігуанід.
- Ctenosaura acanthura (Shaw, 1802)
- Ctenosaura alfredschmidti Köhler, 1995 NT
- Ctenosaura clarki Bailey, 1928
- Ctenosaura defensor (Cope, 1866)
- Ctenosaura hemilopha (Cope, 1863)
- Ctenosaura oaxacana Köhler & Hasbun, 2001
- Ctenosaura pectinata (Wiegmann, 1834)
- Ctenosaura quinquecarinata (Gray, 1842)
- Ctenosaura similis (Gray, 1831)
- Dipsosaurus dorsalis (Baird & Girard, 1852)
- Iguana iguana (Linnaeus, 1758)
- Sauromalus ater Duméril, 1856
- Sauromalus hispidus Stejneger, 1891
- Sauromalus klauberi Shaw, 1941
- Sauromalus slevini Van Denburgh, 1922
- Sauromalus varius Dickerson, 1919

### Фриносомові (Phrynosomatidae)

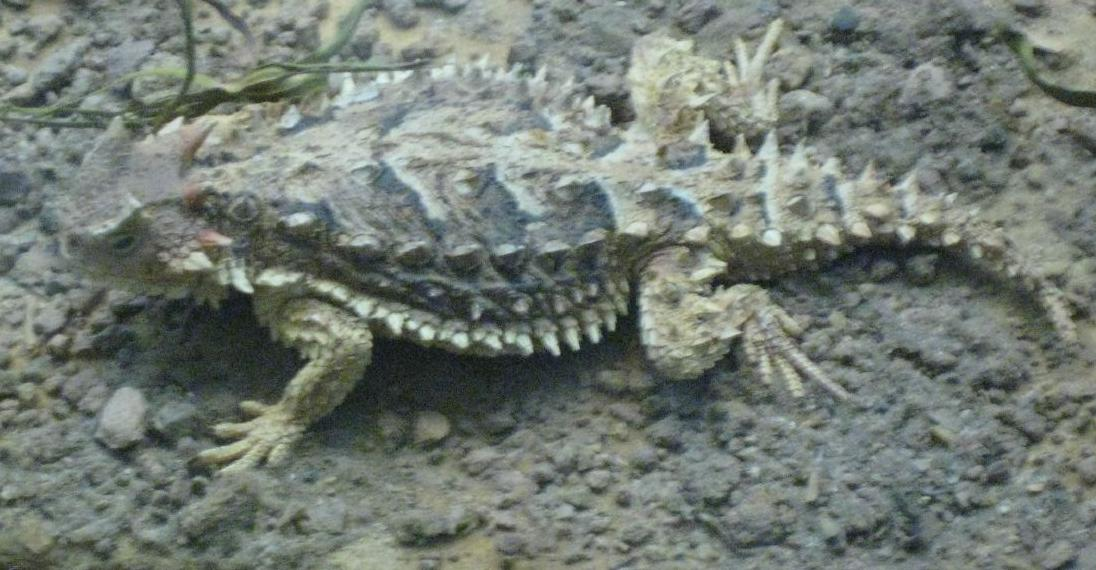
Phrynosoma asio

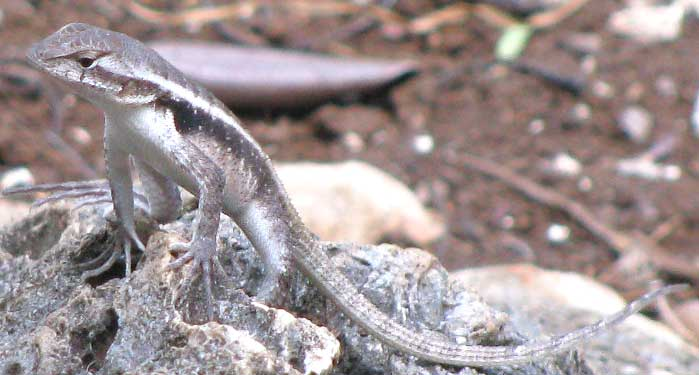
Sceloporus chrysostictus

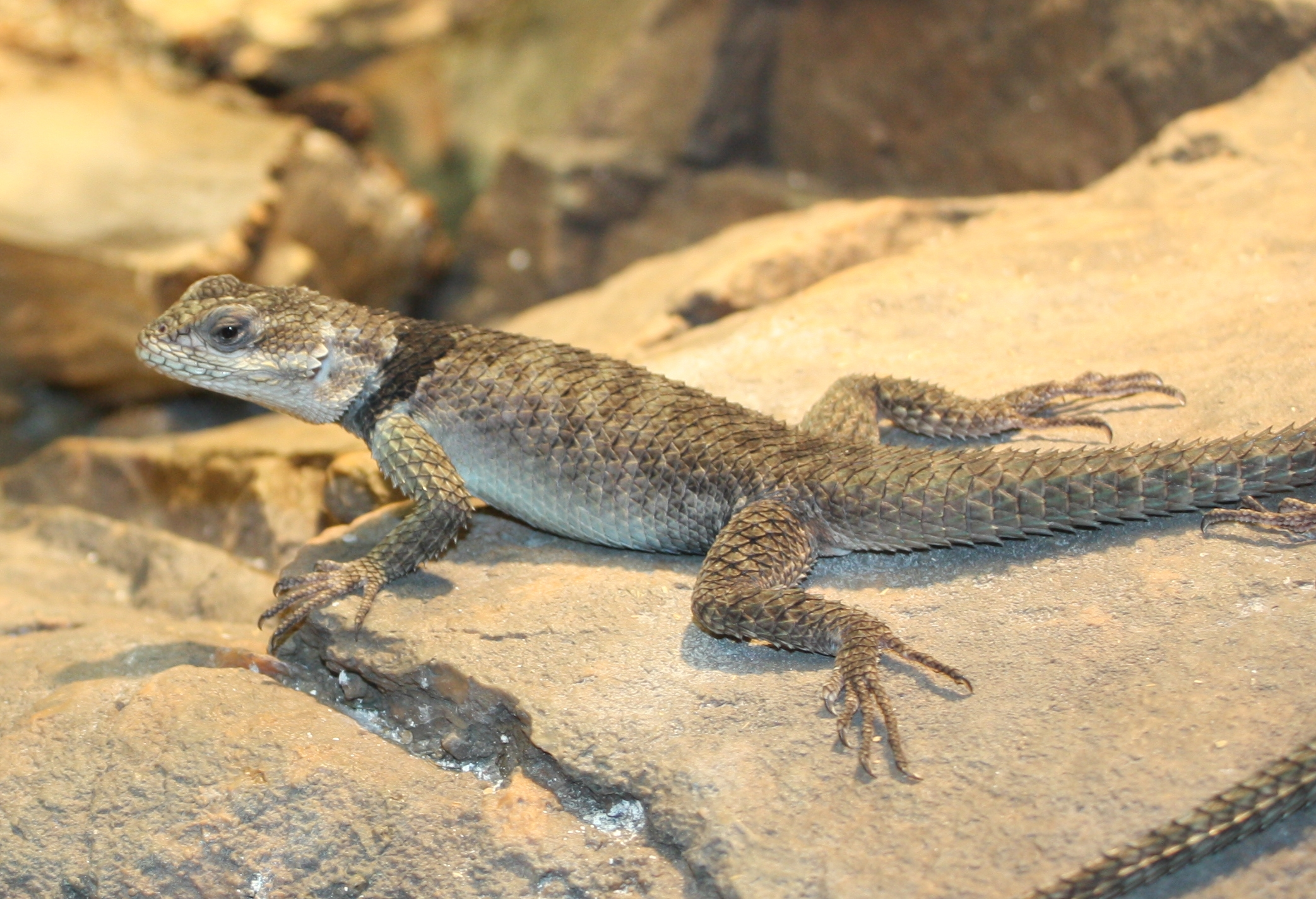
Sceloporus serrifer

Фриносоматиди (Phrynosomatidae) — родина ящірок, відомих як колючі ящірки. У них є тім'яне око, змінна луска — від пунктирної, кілевої чи безкілевої до мукронатної луски. Вони живуть серед каменів, на землі, в чагарниковій, деревній рослинності, під колодами або під камінням. Ареал включає південну Канаду, США, Мексику та Центральну Америку. Існує 143 визнаних види, 134 з яких зустрічаються в Мексиці.
- Callisaurus draconoides Blainville, 1835
- Cophosaurus texanus Troschel, 1852
- Holbrookia elegans Bocourt, 1874
- Holbrookia lacerata Cope, 1880
- Holbrookia maculata Girard, 1851
- Holbrookia propinqua Baird & Girard, 1852
- Petrosaurus mearnsi (Stejneger, 1894)
- Petrosaurus repens (Van Denburgh, 1895)
- Petrosaurus thalassinus (Cope, 1863)
- Phrynosoma asio Cope, 1864
- Phrynosoma blainvillii Gray, 1839
- Phrynosoma braconnieri Duméril & Bocourt, 1870
- Phrynosoma cerroense Stejneger, 1893
- Phrynosoma cornutum (Harlan, 1824)
- Phrynosoma coronatum (Blainville, 1835)
- Phrynosoma ditmarsi Stejneger, 1906
- Phrynosoma douglasii (Bell, 1828)
- Phrynosoma goodei Stejneger, 1893
- Phrynosoma hernandesi Girard, 1858
- Phrynosoma mcallii (Hallowell, 1852)
- Phrynosoma modestum Girard, 1852
- Phrynosoma orbiculare (Linnaeus, 1758)
- Phrynosoma platyrhinos Girard, 1852
- Phrynosoma solare Gray, 1845
- Phrynosoma taurus Dugès, 1873
- Phrynosoma wigginsi Montanucci, 2004
- Sceloporus acanthinus Bocourt, 1873
- Sceloporus adleri Smith & Savitzky, 1974
- Sceloporus aeneus Wiegmann, 1828
- Sceloporus albiventris Smith, 1939
- Sceloporus anahuacus Lara-Gongara, 1983
- Sceloporus angustus (Dickerson, 1919)
- Sceloporus arenicolus Degenhardt & Jones, 1972
- Sceloporus asper Boulenger, 1897
- Sceloporus bicanthalis Smith, 1937
- Sceloporus bimaculosus Phelan & Brattstrom, 1955
- Sceloporus bulleri Boulenger, 1894
- Sceloporus caeruleus Smith, 1936
- Sceloporus carinatus Smith, 1936
- Sceloporus cautus Smith, 1938
- Sceloporus chaneyi Liner & Dixon, 1992
- Sceloporus chrysostictus Cope, 1866
- Sceloporus clarkii Baird & Girard, 1852
- Sceloporus consobrinus Baird & Girard, 1853
- Sceloporus couchii Baird, 1859
- Sceloporus cowlesi Lowe & Norris, 1956
- Sceloporus cozumelae Jones, 1927
- Sceloporus cryptus Smith & Lynch, 1967
- Sceloporus cupreus Bocourt, 1873
- Sceloporus cyanogenys Cope, 1885
- Sceloporus cyanostictus Axtell & Axtell, 1971
- Sceloporus druckercolini Pérez-Ramos & Saldana de la Riva, 2008
- Sceloporus dugesii Bocourt, 1873
- Sceloporus edwardtaylori Smith, 1936
- Sceloporus exsul Dixon, Ketchersid & Lieb, 1972
- Sceloporus formosus Wiegmann, 1834
- Sceloporus gadoviae Boulenger, 1905
- Sceloporus goldmani Smith, 1937
- Sceloporus graciosus Baird & Girard, 1852
- Sceloporus grammicus Wiegmann, 1828
- Sceloporus grandaevus (Dickerson, 1919)
- Sceloporus heterolepis Boulenger, 1894
- Sceloporus horridus Wiegmann, 1834
- Sceloporus hunsakeri Hall & Smith, 1979
- Sceloporus insignis Webb, 1967
- Sceloporus internasalis Smith & Bumzahem, 1955
- Sceloporus jalapae Günther, 1890
- Sceloporus jarrovii Cope, 1875
- Sceloporus lemosespinali Lara-Góngara, 2004
- Sceloporus licki Van Denburgh, 1895
- Sceloporus lineatulus Dickerson, 1919
- Sceloporus lundelli Smith, 1939
- Sceloporus macdougalli Smith & Bumzahem, 1953
- Sceloporus maculosus Smith, 1934
- Sceloporus magister Hallowell, 1854
- Sceloporus malachiticus Cope, 1864
- Sceloporus megalepidurus Smith, 1934
- Sceloporus melanorhinus Bocourt, 1876
- Sceloporus merriami Stejneger, 1904
- Sceloporus minor Cope, 1885
- Sceloporus mucronatus Cope, 1885
- Sceloporus nelsoni Cochran, 1923
- Sceloporus occidentalis Baird & Girard, 1852
- Sceloporus ochoterenae Smith, 1934
- Sceloporus olivaceus Smith, 1934
- Sceloporus orcutti Stejneger, 1893
- Sceloporus ornatus Baird, 1859
- Sceloporus palaciosi Lara-Góngara, 1983
- Sceloporus parvus Smith, 1934
- Sceloporus poinsettii Baird & Girard, 1852
- Sceloporus pyrocephalus Cope, 1864
- Sceloporus salvini Günther, 1890
- Sceloporus samcolemani Smith & Hall, 1974
- Sceloporus scalaris Wiegmann, 1828
- Sceloporus serrifer Cope, 1866
- Sceloporus shannonorum Langebartel, 1959
- Sceloporus siniferus Cope, 1870
- Sceloporus slevini Smith, 1937
- Sceloporus smaragdinus Bocourt, 1873
- Sceloporus smithi artweg & Oliver, 1937
- Sceloporus spinosus Wiegmann, 1828
- Sceloporus squamosus Bocourt, 1874
- Sceloporus stejnegeri Smith, 1942
- Sceloporus subpictus Lynch & Smith, 1965
- Sceloporus sugillatus Smith, 1942
- Sceloporus taeniocnemis Cope, 1885
- Sceloporus tanneri Smith & Larsen, 1975
- Sceloporus teapensis Günther, 1890
- Sceloporus torquatus Wiegmann, 1828
- Sceloporus tristichus (Cope, 1875)
- Sceloporus undulatus (Bosc & Daudin, 1801)
- Sceloporus utiformis Cope, 1864
- Sceloporus variabilis Wiegmann, 1834
- Sceloporus virgatus Smith, 1938
- Sceloporus zosteromus Cope, 1863
- Uma exsul Schmidt & Bogert, 1947
- Uma notata Baird, 1858
- Uma paraphygas Williams, Chrapliwy & Smith, 1959
- Urosaurus auriculatus (Cope, 1871)
- Urosaurus bicarinatus (Duméril, 1856)
- Urosaurus clarionensis (Townsend, 1890)
- Urosaurus gadovi (Schmidt, 1921)
- Urosaurus graciosus Hallowell, 1854
- Urosaurus irregularis (Fischer, 1881)
- Urosaurus lahtelai Rau & Loomis, 1977
- Urosaurus nigricaudus (Cope, 1864)
- Urosaurus ornatus (Baird & Girard, 1852)
- Uta encantadae Grismer, 1994
- Uta lowei Grismer, 1994
- Uta nolascensis Van Denburgh & Slevin, 1921
- Uta palmeri Stejneger, 1890
- Uta squamata Dickerson, 1919
- Uta stansburiana Baird & Girard, 1852
- Uta tumidarostra Grismer, 1994

### Dactyloidae

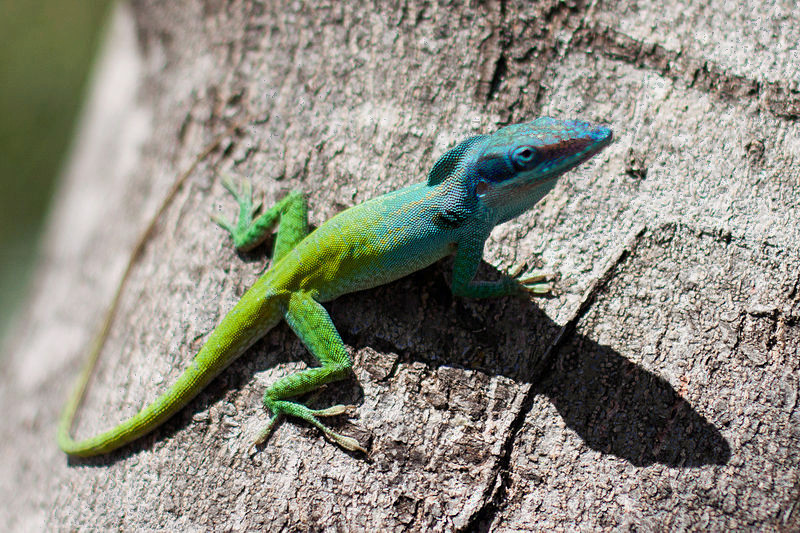
Anolis allisoni

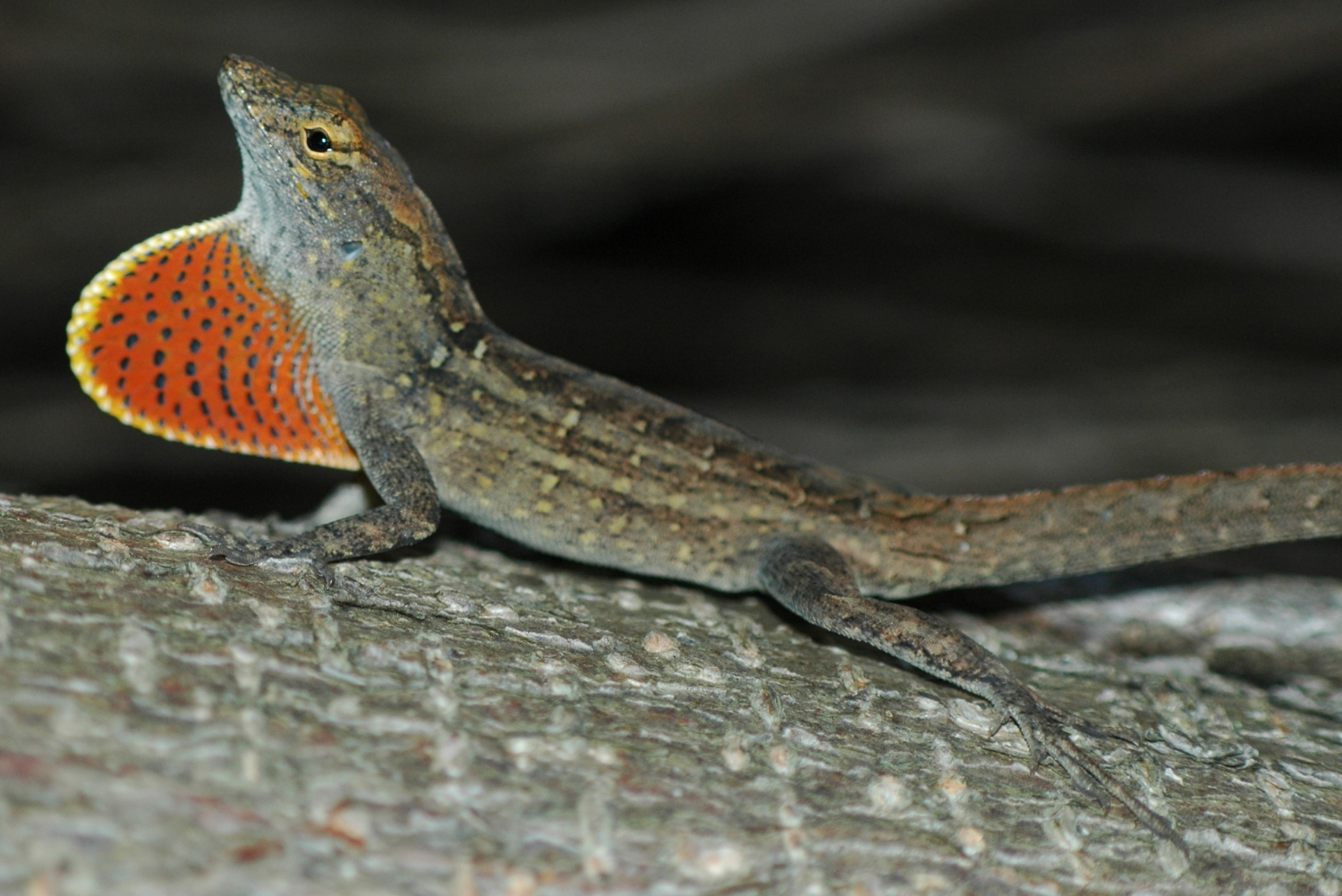
Anolis sagrei

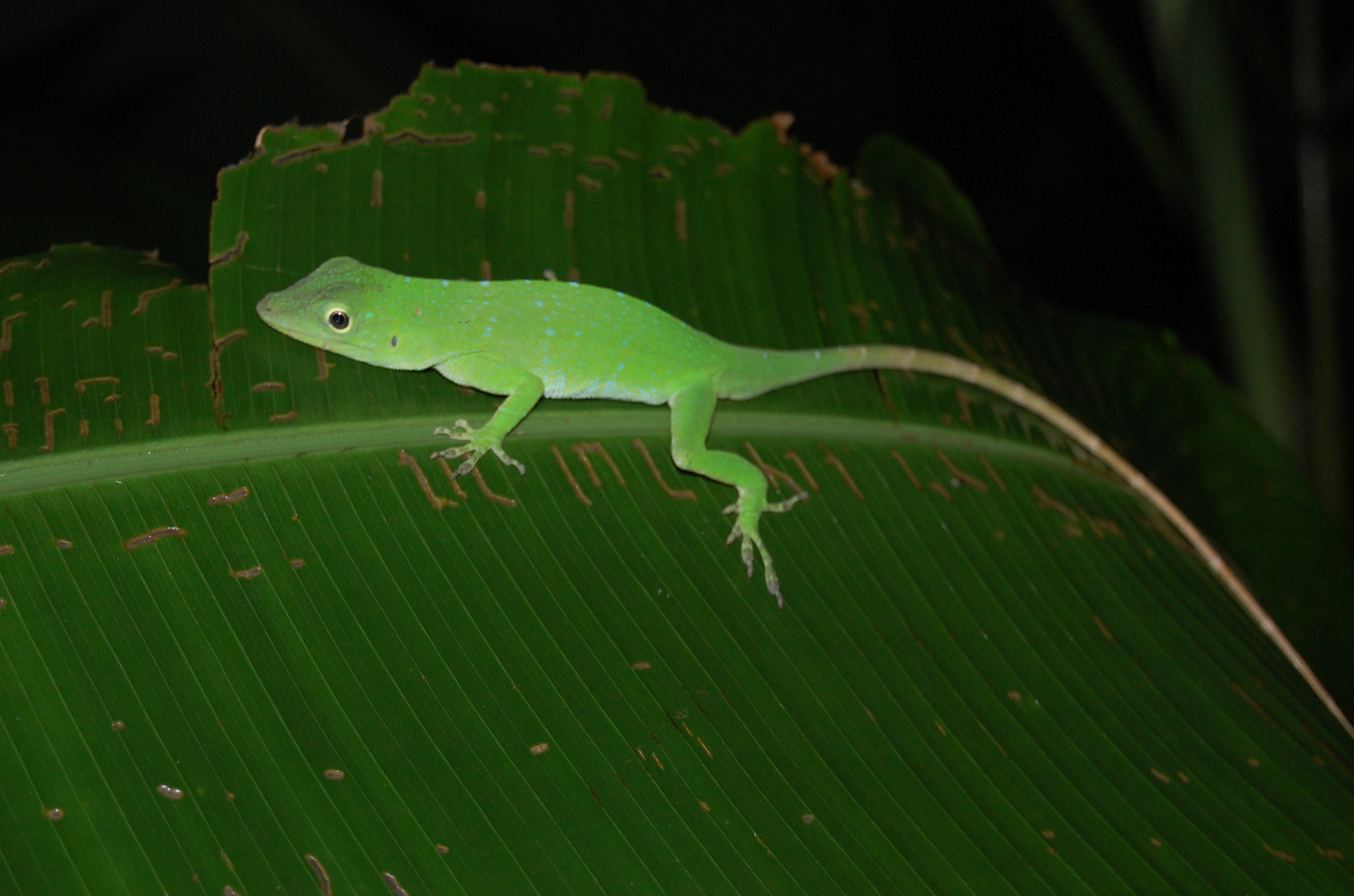
Anolis biporcatus

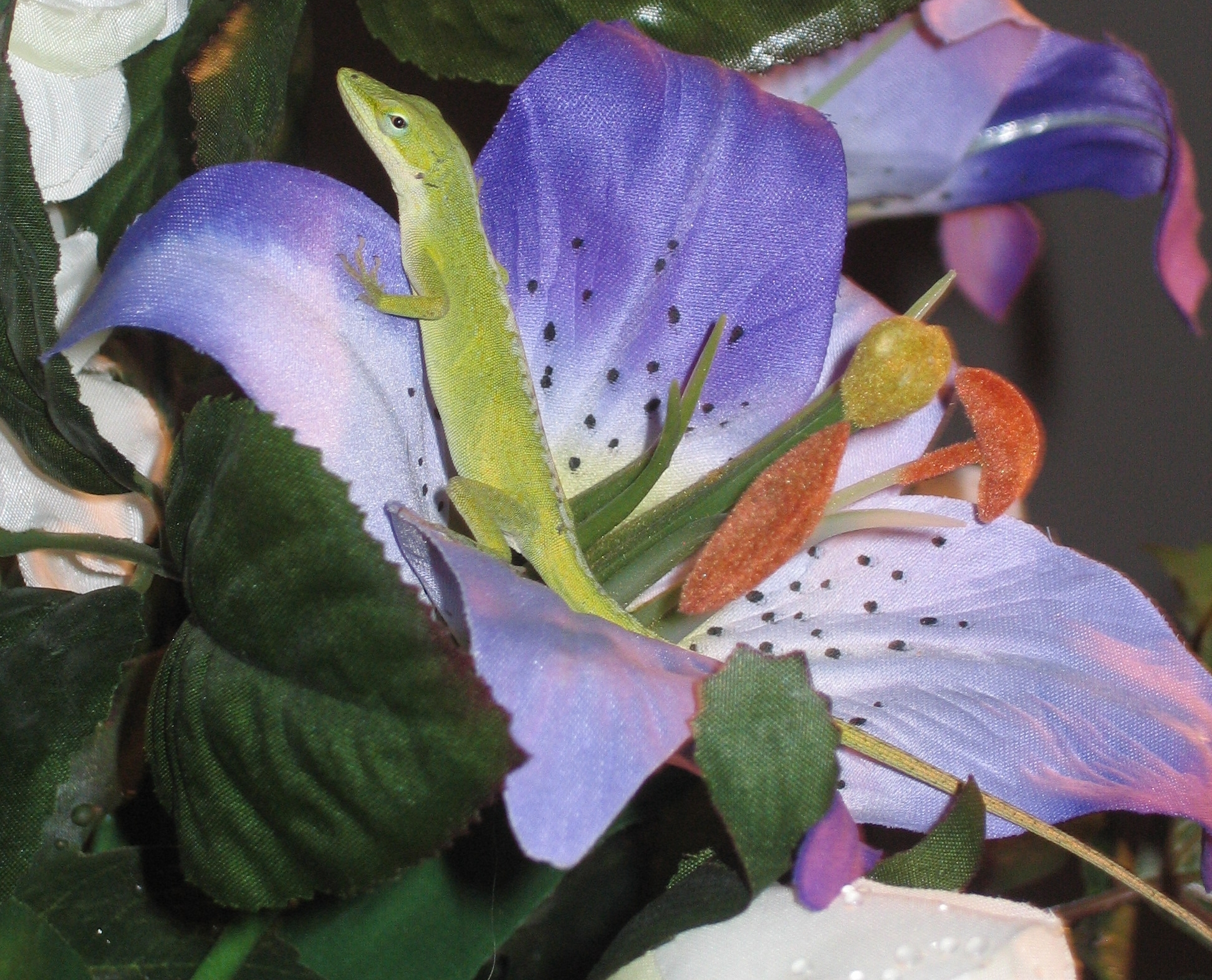
Anolis carolinensis

Dactyloidae — родина ящірок, відомих як аноліси. Це невеликі ящірки, які мешкають на американському континенті, від південного сходу Сполучених Штатів, Карибського басейну, Центральної Америки до Південної Америки. Вони характеризуються тим, що мають тім'яний очей; більшість має зеленуватий колір і дуже довгий хвіст. Дорослі самці демонструють яскраво забарвлену складку шкіри в гулярній області. Живляться комахами, переважно цвіркунами. Більшість є деревними. Вони дуже територіальні тварини. На американському континенті відомо близько 390 видів, а в Мексиці — 55 видів.
- Anolis allisoni Barbour, 1928
- Anolis alvarezdeltoroi Nieto Montes de Oca, 1996
- Anolis anisolepis Smith, Burley & Fritts, 1968
- Anolis barkeri (Schmidt, 1939)
- Anolis beckeri Boulenger, 1881
- Anolis biporcatus (Wiegmann, 1834)
- Anolis capito Peters, 1863
- Anolis carolinensis Voigt, 1832
- Anolis cobanensis Stuart, 1942
- Anolis compressicauda Smith & Kerster, 1955
- Anolis crassulus Cope, 1864
- Anolis cristatellus Duméril & Bibron 1837
- Anolis cristifer Smith, 1968
- Anolis cuprinus Smith, 1964
- Anolis cymbops Cope, 1864
- Anolis damulus Cope, 1864
- Anolis dollfusianus Bocourt, 1873
- Anolis duellmani (Fitch & Henderson, 1973)
- Anolis dunni Smith, 1936
- Anolis forbesorum Smith & Van Gelder, 1955
- Anolis gadovii Boulenger, 1905
- Anolis hobartsmithi Nieto-Montes de Oca, 2001
- Anolis isthmicus Fitch, 1978
- Anolis laeviventris (Wiegmann, 1834)
- Anolis lemurinus Cope, 1861
- Anolis limifrons Cope, 1862
- Anolis liogaster Boulenger, 1905
- Anolis macrinii Smith, 1968
- Anolis matudai Smith, 1956
- Anolis megapholidotus Smith, 1933
- Anolis microlepidotus Davis, 1954
- Anolis microlepis Álvarez del Toro & Smith, 1956
- Anolis milleri Smith, 1950
- Anolis naufragus (Campbell, Hillis & Lamar, 1989)
- Anolis nebuloides Bocourt, 1873
- Anolis nebulosus (Wiegmann, 1834)
- Anolis omiltemanus Davis, 1954
- Anolis parvicirculatus Álvarez del Toro & Smith, 1956
- Anolis pentaprion Cope, 1863
- Anolis petersii Bocourt, 1873
- Anolis peucephilus Köhler, Trejo-Pérez, Petersen, Mendez de la Cruz, 2014
- Anolis pygmaeus Álvarez del Toro & Smith, 1956
- Anolis quercorum Fitch, 1978
- Anolis rodriguezi Bocourt, 1873
- Anolis rubiginosus Bocourt, 1873
- Anolis sagrei Duméril & Bibron 1837
- Anolis schiedii (Wiegmann, 1834)
- Anolis sericeus Hallowell, 1856
- Anolis serranoi (Köhler, 1999)
- Anolis subocularis Davis, 1954
- Anolis taylori Smith & Spieler, 1945
- Anolis tropidonotus Peters, 1863
- Anolis uniformis Cope, 1885
- Anolis unilobatus Köhler & Vesely, 2010
- Anolis utowanae Barbour, 1932

### Сцинкові(Scincidae)
Сцинкові (Scincidae) — одна з найрізноманітніших родин ящірок.. Належить до надродини або інфраряду Scincomorpha, до якого також входять справжні ящірки (Lacertidae). Родина Scincidae має глобальне поширення і складається з 1578 видів. У Мексиці зустрічається 32 види.
- Mesoscincus altamirani (Dugès, 1891)
- Mesoscincus schwartzei (Fischer, 1884)
- Plestiodon bilineatus (Tanner, 1958)
- Plestiodon brevirostris (Günther, 1860)
- Plestiodon callicephalus (Bocourt, 1879)
- Plestiodon colimensis (Taylor, 1935)
- Plestiodon copei (Taylor, 1933)
- Plestiodon dicei (Taylor, 1936)
- Plestiodon dugesii (Thominot, 1883)
- Plestiodon gilberti (Van Denburgh, 1896)
- Plestiodon indubitus (Taylor, 1936)
- Plestiodon lagunensis (Van Denburgh, 1895)
- Plestiodon lynxe (Wiegmann, 1834)
- Plestiodon multilineatus (Tanner, 1957)
- Plestiodon multivirgatus Hallowell, 1857
- Plestiodon nietoi Feria-Ortiz & García-Vázquez, 2012
- Plestiodon obsoletus Baird & Girard, 1852
- Plestiodon ochoterenae (Taylor, 1933)
- Plestiodon parviauriculatus (Taylor, 1933)
- Plestiodon parvulus (Taylor, 1933)
- Plestiodon skiltonianus Baird & Girard, 1852
- Plestiodon sumichrasti (Cope, 1867)
- Plestiodon tetragrammus Baird, 1859
- Scincella assatus (Cope, 1864)
- Scincella caudaequinae (Smith, 1951)
- Scincella cherriei (Cope, 1893)
- Scincella forbesora (Taylor, 1937)
- Scincella gemmingeri (Cope, 1864)
- Scincella incerta (Stuart, 1940)
- Scincella kikaapoa García-Vázquez, Canseco-Márquez & Nieto-Montes de Oca, 2010
- Scincella lateralis (Say, 1823)
- Scincella silvicola (Taylor, 1937)

### Теїди(Teiidae)

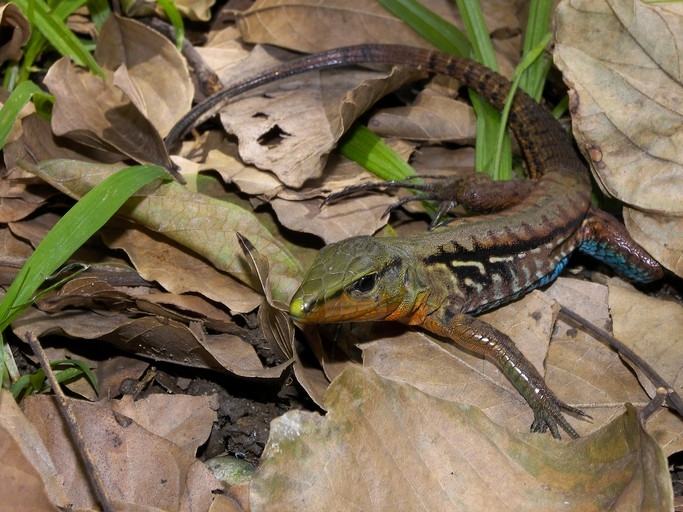
Holcosus festivus

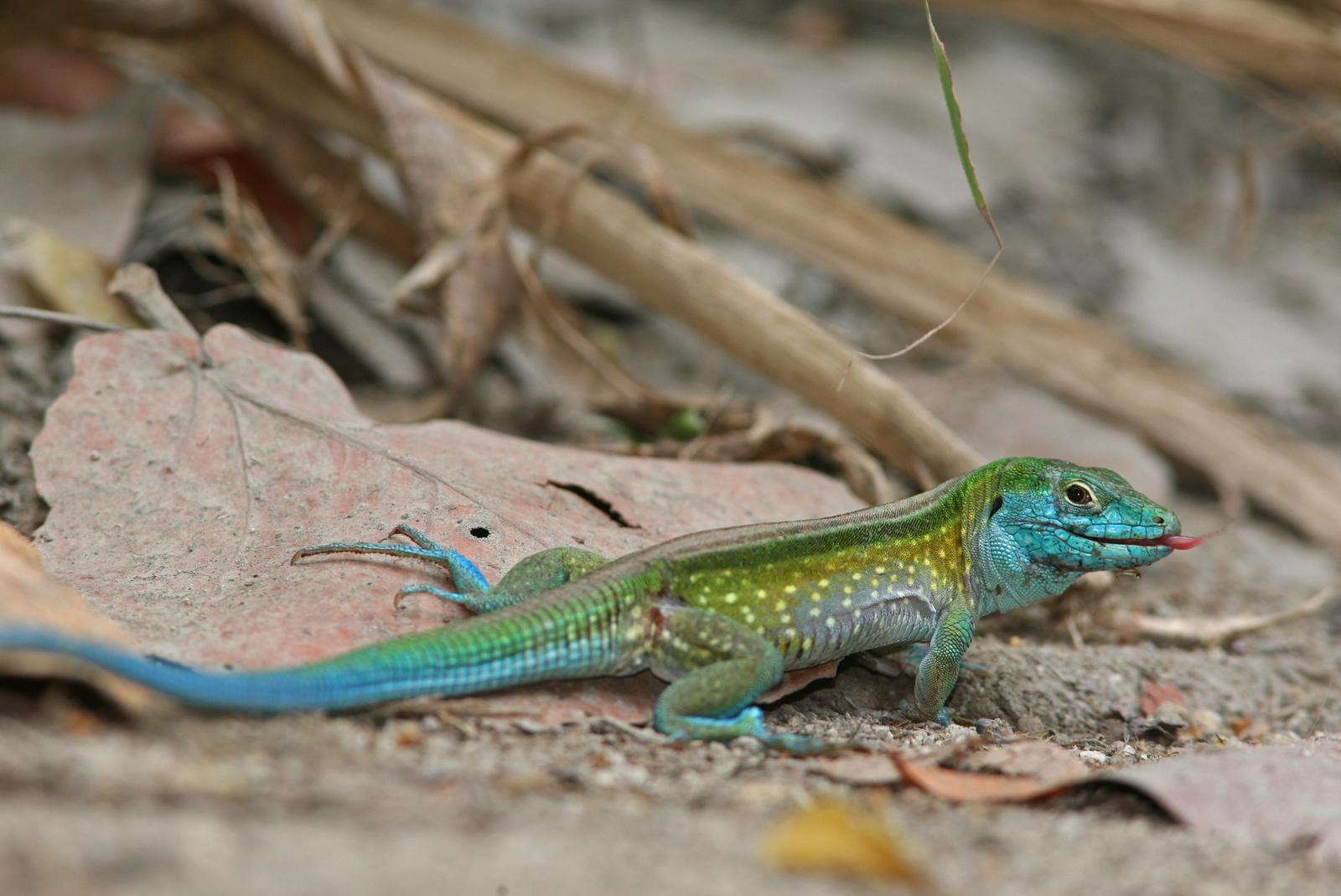
Holcosus undulatus

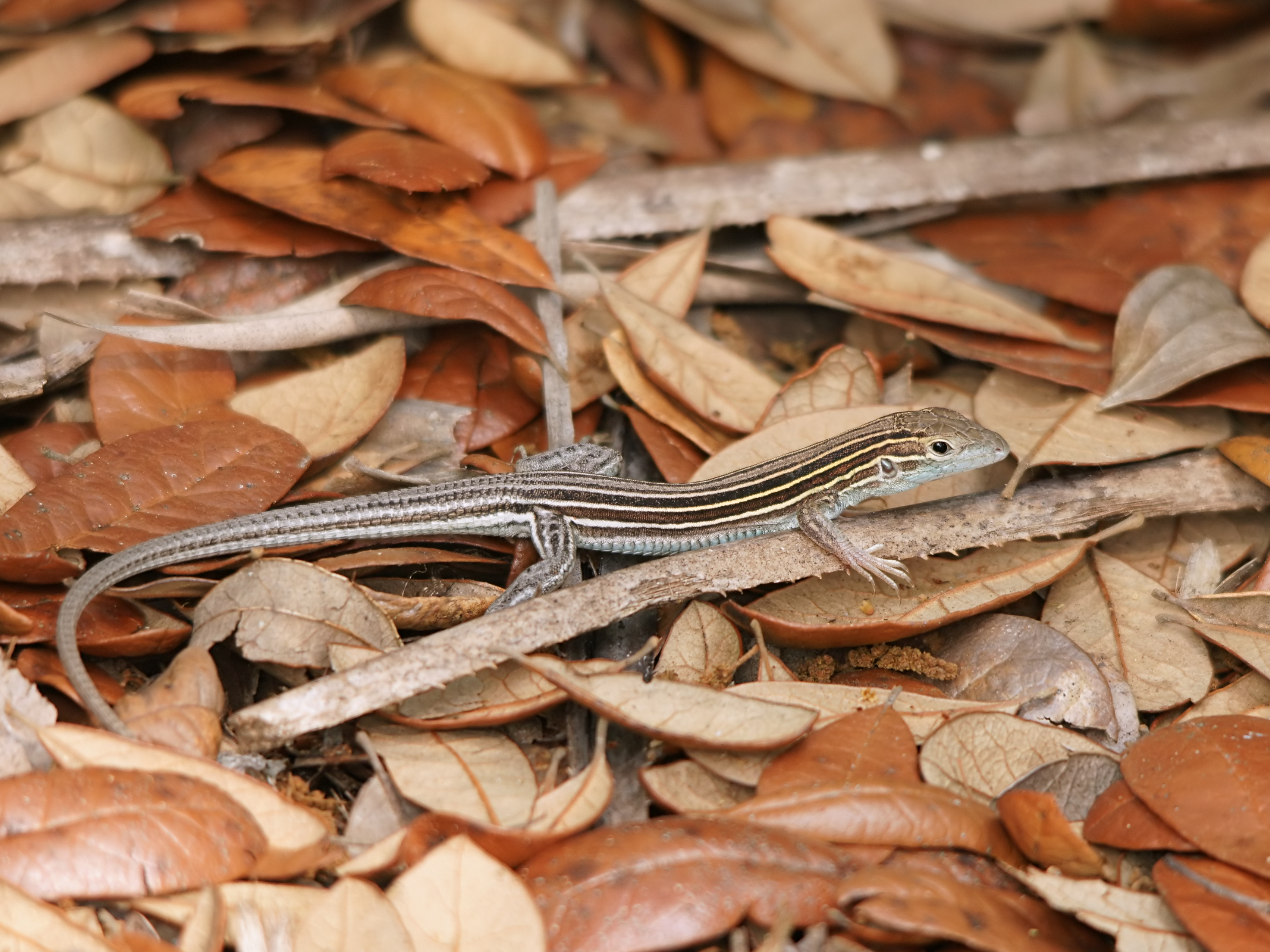
Aspidoscelis sexlineata

Теїди (Teiidae) — родина ящірок з подовженим тілом, добре розвиненими кінцівками, забезпеченими зернистою спинною лускою, великими прямокутними черевними пластинами та великими пластинами на голові. Усі теїди мають роздвоєний язик, схожий на зміїний. Вони наземні та денні, переважно комахоїдні, хоча деякі види також харчуються невеликою кількістю рослинної речовини. Існує 144 визнаних види, з яких 41 трапеляється в Мексиці.
- Aspidoscelis angusticeps (Cope, 1878)
- Aspidoscelis burti (Taylor, 1938)
- Aspidoscelis calidipes (Duellman, 1955)
- Aspidoscelis ceralbensis (Van Denburgh & Slevin, 1921)
- Aspidoscelis communis (Cope, 1878)
- Aspidoscelis costata (Cope, 1878)
- Aspidoscelis cozumelae (Gadow, 1906)
- Aspidoscelis danheimae (Burt, 1929)
- Aspidoscelis deppei (Wiegmann, 1834)
- Aspidoscelis exsanguis (Lowe, 1956)
- Aspidoscelis flagellicauda (Lowe & Wright, 1964)
- Aspidoscelis gularis (Baird & Girard, 1852)
- Aspidoscelis guttata (Wiegmann, 1834)
- Aspidoscelis hyperythra (Cope, 1864)
- Aspidoscelis inornata (Baird, 1859)
- Aspidoscelis labialis (Stejneger, 1890)
- Aspidoscelis laredoensis (McKinney, Kay & Anderson, 1973)
- Aspidoscelis lineattissima (Cope, 1878)
- Aspidoscelis marmorata (Baird & Girard, 1852)
- Aspidoscelis maslini (Fritts, 1969)
- Aspidoscelis maxima (Cope, 1864)
- Aspidoscelis mexicana (Peters, 1869)
- Aspidoscelis motaguae (Sackett, 1941)
- Aspidoscelis neomexicana (Lowe & Zweifel, 1952)
- Aspidoscelis opatae (Wright, 1967)
- Aspidoscelis parvisocia (Zweifel, 1960)
- Aspidoscelis picta (Van Denburgh & Slevin, 1921)
- Aspidoscelis rodecki (McCoy & Maslin, 1962)
- Aspidoscelis sackii (Wiegmann, 1834)
- Aspidoscelis scalaris (Cope, 1892)
- Aspidoscelis sexlineata (Linnaeus, 1766)
- Aspidoscelis sonorae (Lowe & Wright, 1964)
- Aspidoscelis stictogramma (Burger, 1950)
- Aspidoscelis tesselata (Say, 1823)
- Aspidoscelis tigris (Baird & Girard, 1852)
- Aspidoscelis uniparens (Wright & Lowe, 1965)
- Aspidoscelis velox (Springer, 1928)
- Cnemidophorus martyris Stejneger, 1891
- Holcosus chaitzami (Stuart, 1942)
- Holcosus festivus (Lichtenstein, 1856)
- Holcosus undulatus (Wiegmann, 1834)

### Гімнофтальмові(Gymnophthalmidae)
Gymnophthalmidae — родина ящірок, відомих як мікротеїди. У них прозорі нижні повіки, що дозволяє їм бачити із закритими очима. Вони споріднені теїдам, але через гладку луску більше схожі на сцинків. Як правило, це невеликі ящірки, і багато видів мають зменшені кінцівки. Вони живуть у різноманітних середовищах існування, включаючи пустелі, гори та тропічні ліси, по всій Центральній та Південній Америці. Зазвичай вони населяють лісову підстилку або вологі райони, пов'язані з тропічними лісами. Вони ведуть нічний спосіб життя або періодично активні вдень. Живляться переважно комахами та іншими безхребетними. Усі види є яйцекладними. Родина складається з понад 240 видів, об'єднаних у 40 родів. Лише один вид зустрічається в Мексиці.
- Gymnophthalmus speciosus (Hallowell, 1871)

### Нічні ящірки (Xantusiidae)
Ксантузиди (Xantusiidae) — родина дрібних ящірок, поширених на південному сході США, Мексиці та Центральній Америці. Існує 34 визнаних види; 27 трапляються в Мексиці.
- Lepidophyma chicoasensis Álvarez & Valentin, 1988
- Lepidophyma cuicateca Canseco-Marquez, Guttierez-Mayen & Mendoza-Hernández, 2008
- Lepidophyma dontomasi (Smith, 1942)
- Lepidophyma flavimaculatum Duméril, 1851
- Lepidophyma gaigeae Mosauer, 1936
- Lepidophyma lineri Smith, 1973
- Lepidophyma lipetzi Smith & del Toro, 1977
- Lepidophyma lowei Bezy & Camarillo, 1997
- Lepidophyma mayae Bezy, 1973 NT
- Lepidophyma micropholis Walker, 1955
- Lepidophyma oculor Smith, 1942
- Lepidophyma pajapanensis Werler, 1957
- Lepidophyma radula (Smith, 1942)
- Lepidophyma smithii Bocourt, 1876
- Lepidophyma sylvaticum Taylor, 1939
- Lepidophyma tarascae Bezy, Webb & Álvarez, 1982
- Lepidophyma tuxtlae Werler & Shannon, 1957
- Lepidophyma zongolica García-Vázquez, Canseco-Marquez & Aguilar-López, 2010
- Xantusia bolsonae Webb, 1970
- Xantusia extorris Webb, 1965
- Xantusia gilberti Van Denburgh, 1895
- Xantusia henshawi Stejneger, 1893
- Xantusia jaycolei Bezy, Bezy & Bolles, 2008
- Xantusia sanchezi Bezy & Flores-Villela, 1999
- Xantusia sherbrookei Bezy, Bezy & Bolles, 2008
- Xantusia vigilis Baird, 1859
- Xantusia wigginsi Savage, 1952

### Ксенозаври(Xenosauridae)
Xenosauridae — монотипова родина ящірок, що походить з Мексики та Центральної Америки і складається з 10 визнаних видів. У Мексиці зустрічається всі 10 видів.
- Xenosaurus agrenon King & Thompson, 1968
- Xenosaurus grandis (Gray, 1856)
- Xenosaurus mendozai Nieto-Montes de Oca, García-Vázquez, Zúñiga-Vega & Schmidt-Ballardo, 2013
- Xenosaurus newmanorum Taylor, 1949
- Xenosaurus penai Pérez Ramos, de la Riva & Campbell, 2000
- Xenosaurus phalaroanthereon Nieto-Montes de Oca, Campbell & Flores-Villela, 2001
- Xenosaurus platyceps King & Thompson, 1968
- Xenosaurus rackhami Stuart, 1941
- Xenosaurus rectocollaris Smith & Iverson, 1993
- Xenosaurus tzacualtipantecus Woolrich-Piña & Smith, 2012

## Змії (Serpentes)
У Мексиці існує близько 396 видів змій, об'єднаних у 10 родин. Більшість змій належать до родини дипсадових (Dipsadidae) зі 130 видами та полозових (Colubridae) із 134 видами, за якими йдуть гадюкові (Viperidae) (59 видів) та аспісові (Elapidae) (19 видів).

### Американські сліпуни(Anomalepididae)
- Anomalepis mexicanus JAN, 1860

### Стрункі сліпуни(Leptotyphlopidae)

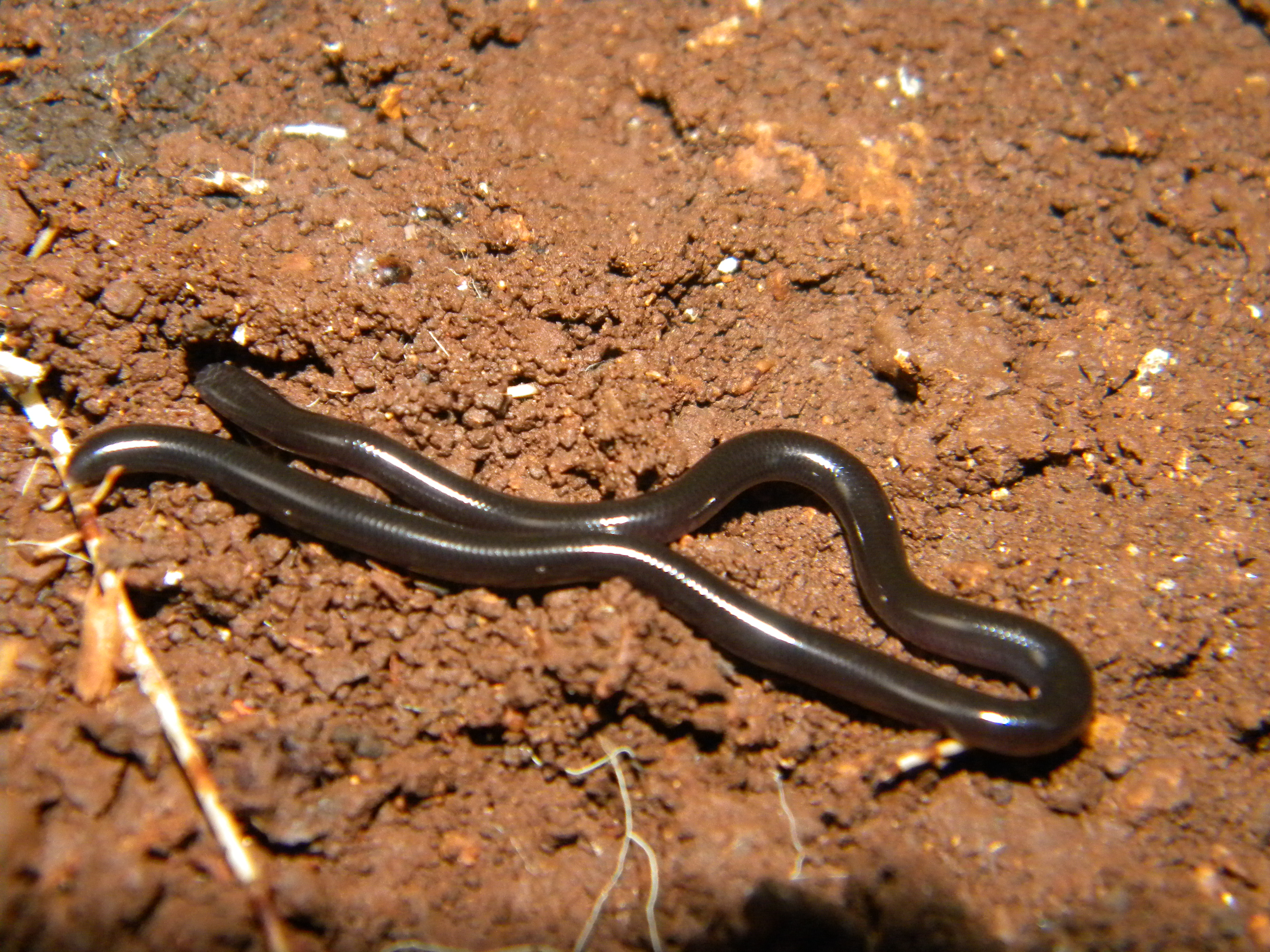
Epictia goudotii

Лептотифлопіди (Leptotyphlopidae) — родина змій, поширена в Америці, Африці та Азії. Це риючі змії, які харчуються мурахами та термітами. Вони відносно невеликі і рідко перевищують 30 см за довжиною. Тіло циліндричної форми з полірованою лускою, тупою головою і коротким хвостом. Вони виробляють феромони, які захищають їх від атак термітів. Відомо 2 роди, які включають 87 видів. У Мексиці зустрічається 9 видів.
- Epictia goudotii (Duméril & Bibron, 1844)
- Epictia magnamaculata (Taylor, 1940)
- Rena boettgeri (Werner, 1899)
- Rena bressoni (Taylor, 1939)
- Rena dissectus (Cope, 1896)
- Rena dulcis Baird & Girard, 1853
- Rena humilis Baird & Girard, 1853
- Rena maxima (Loveridge, 1932)
- Rena myopica (Garman, 1884)

### Сліпуни(Typhlopidae)

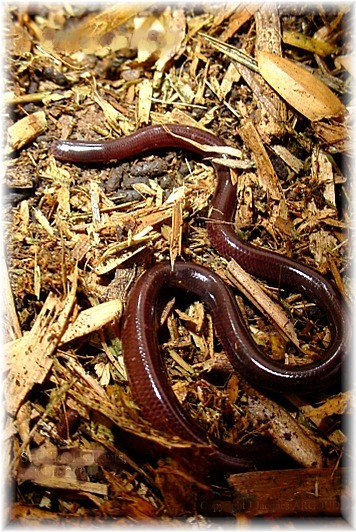
Ramphotyphlops braminus

Тифлопіди (Typhlopidae) — родина сліпих змій, що мешкають переважно в тропічних регіонах Африки, Америки, Азії та Австралії. Вони живуть у норах, і оскільки вони не мають користі для зору, їхні очі зменшені до залишків, хоча вони можуть виявляти світло. У них є зуби на верхній щелепі. Хвіст закінчується рогоподібною лускою. Більшість цих видів є яйцекладними. Відомо 6 родів, що містять 203 види. У Мексиці зустрічаються 3 види.
- Amerotyphlops microstomus (Cope, 1866)
- Amerotyphlops tenuis (Salvin, 1860)
- Indotyphlops braminus (Daudin, 1803)

### Удавові (Boidae)

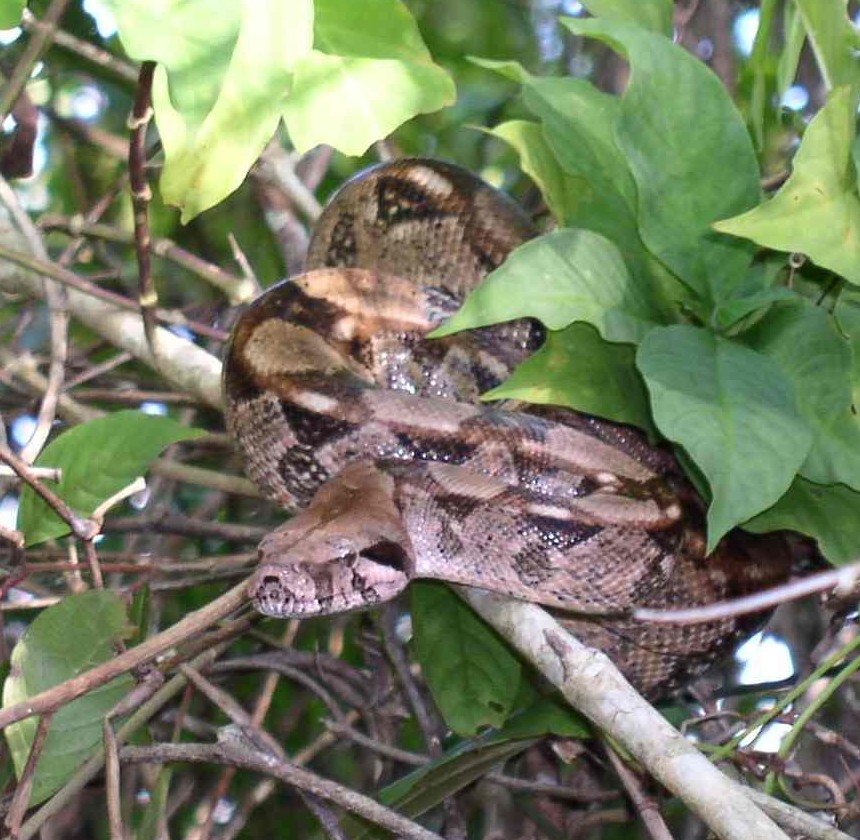
Boa constrictor

Боїди або удави (Boidae) — родина неотруйних змій, що мешкають в Америці, Африці, Європі, Азії та на деяких островах Тихого океану. Це змії-констриктори, що означає, що вони вбивають свою здобич стисненням, укладаючи їх у свої кільця, застосовуючи та підтримуючи достатній тиск, щоб перешкоджати вдиху; Здобич, нарешті, піддається задусі. Виділяють 43 види, об'єднані в 2 підродини і 8 родів. У Мексиці зустрічаються 4 види.
- Boa constrictor Linnaeus, 1758[5]
- Exiliboa placata Bogert, 1968
- Lichanura trivirgata Cope, 1861
- Ungaliophis continentalis Müller, 1880

### Двоколірні змії (Loxocemidae)
Локсоцеміди (Loxocemidae) — родина змій-констрикторів. Ця родина складається з одного роду (Loxocemus) і одного виду Loxocemus bicolor. Змія може досягати 157 см (62 дюйм) в довжину . Має трикутну голову, досить міцне циліндричне тіло, трохи сплюснуте дорсовентрально в задній частині; короткий і конічний хвіст. Очі маленькі; Луска широка і гладка, всі схожі, за винятком трохи подовженого черевного ряду. Вони мають залишки тазового пояса і клешнеподібну структуру, як у боїдів. Це екскаватори, але не такі спеціалізовані. Вони зустрічаються лише в окремих районах тропічних лісів Мексики та Центральної Америки.
- Loxocemus bicolor Cope, 1861

### Полозові(Colubridae)

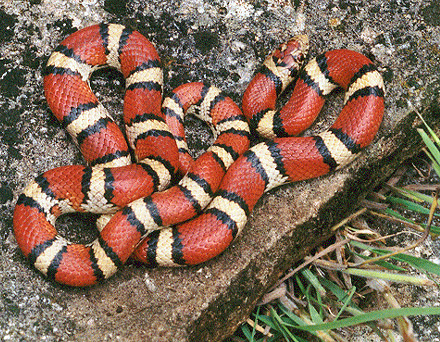
Lampropeltis triangulum

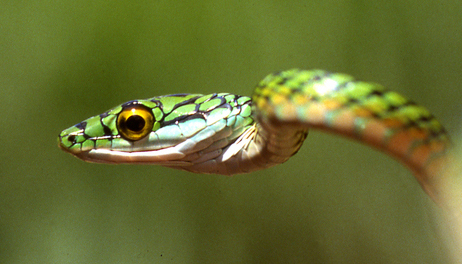
Leptophis ahaetulla

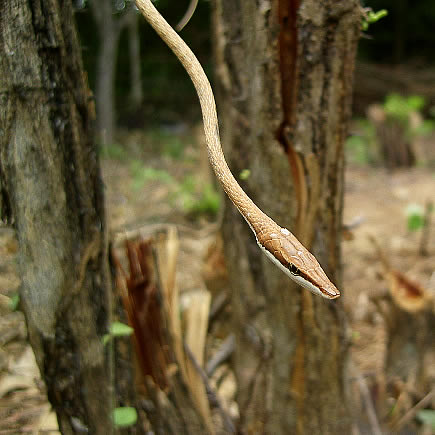
Oxybelis aeneus

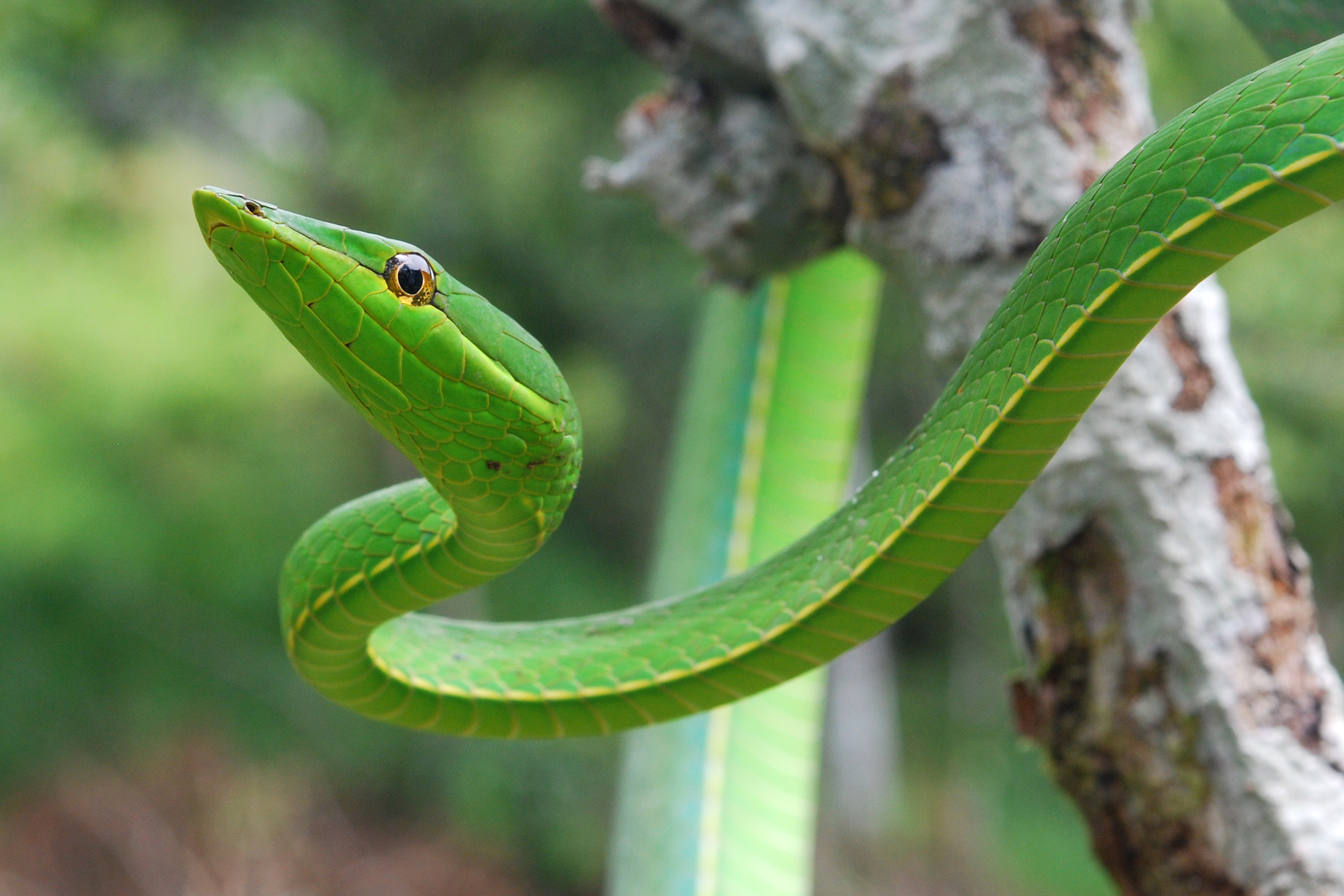
Oxybelis fulgidus

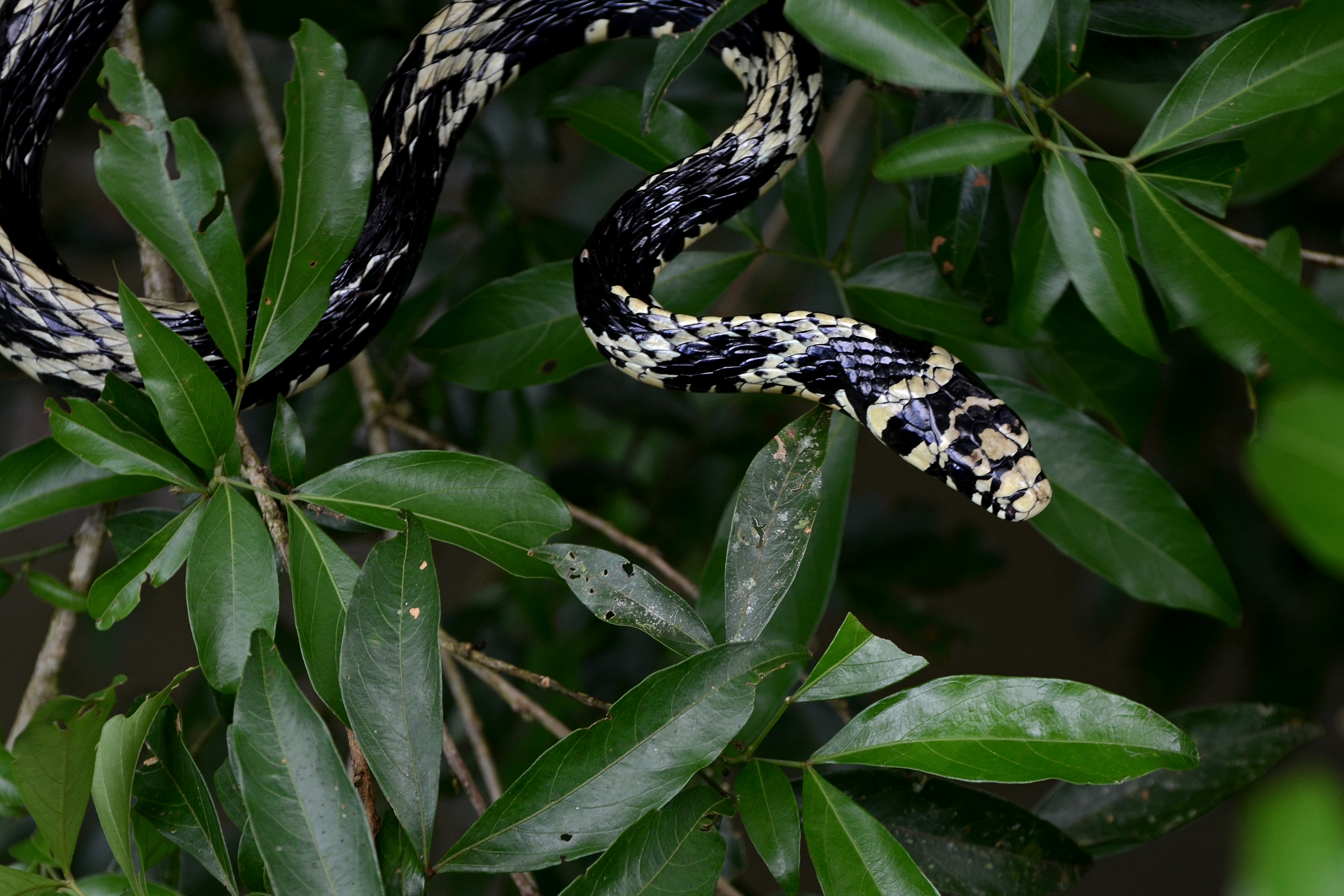
Spilotes pullatus

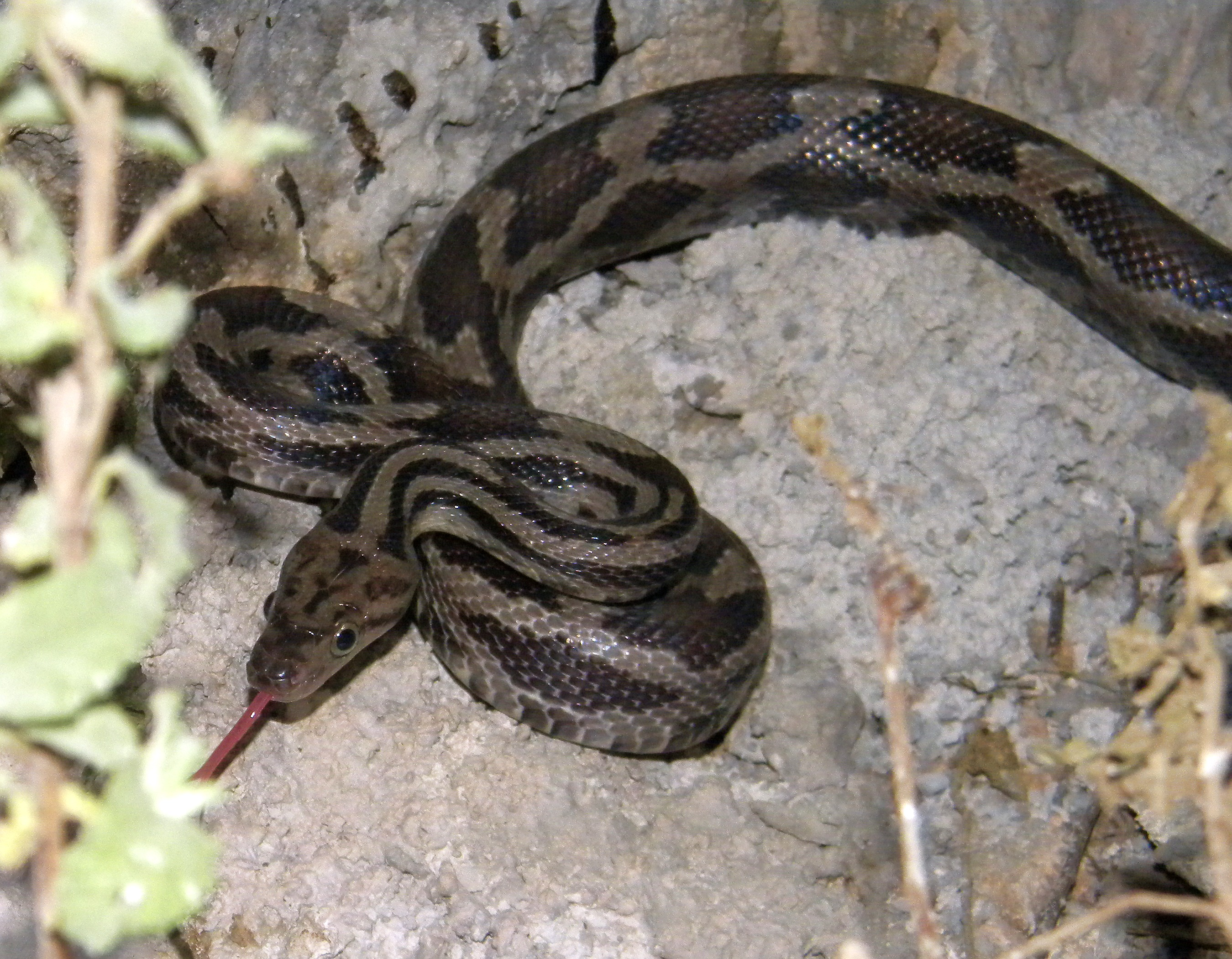
Elaphe flavirufa

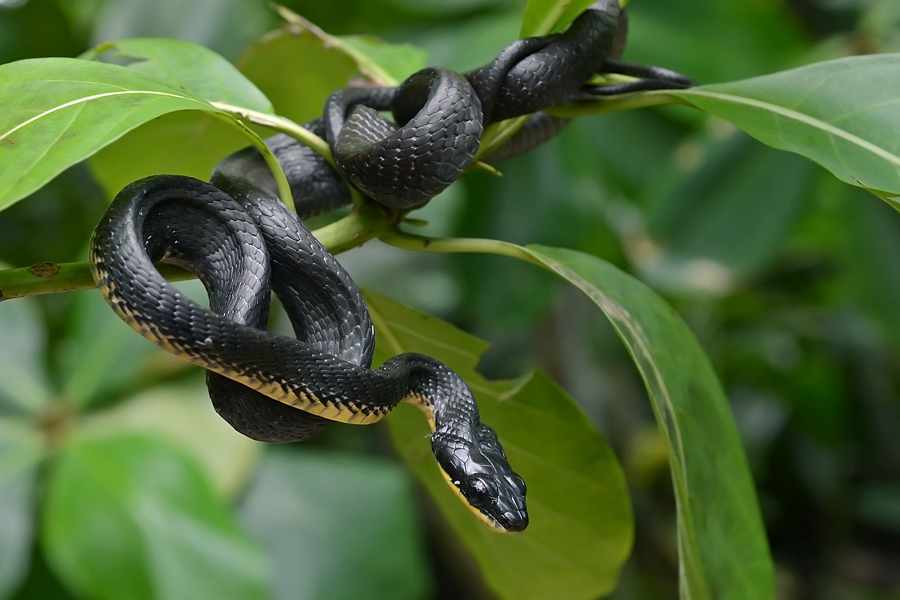
Pseustes poecilonotus

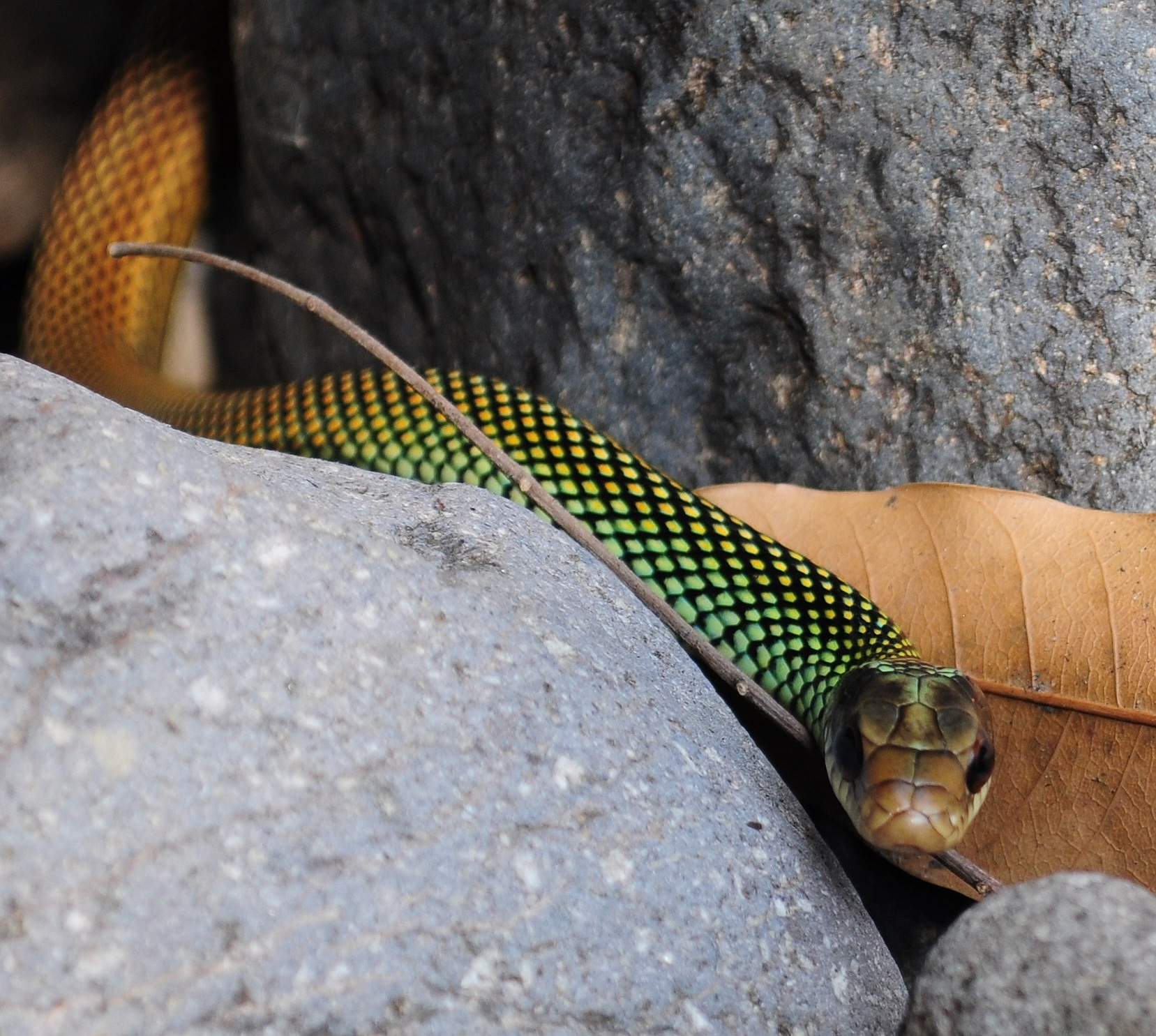
Drymobius margaritiferus

Полозові (Colubridæ) — родина змій, поширена по всьому світу, крім Антарктиди. Вони характеризуються тим, що їх голова вкрита великою лускою типового розташування. Спинна і бічна луски тіла приблизно ромбоподібні; На черевній стороні вони мають один ряд розширених лусок. Вони, як правило, денні, з добре розвиненими очима та головним чином круглими зіницями. Більшість є наземними, але є також риючі, земноводні, водні, деревні та навіть планерні види. Незважаючи на те, що більшість колубридів неотруйні (або мають отруту, яка не має помітного впливу на людину), деякі види, наприклад представники роду Boiga, можуть спричиняти укуси зі значним медичним ефектом. Колубриди утворюють найбільшу родину змій. У Мексиці зустрічається 134 види колубридів.
- Arizona elegans Kennicott 1859
- Bogertophis rosaliae (Mocquard, 1899)
- Bogertophis subocularis (Brown, 1901)
- Chilomeniscus savagei Cliff, 1954
- Chilomeniscus stramineus Cope, 1860
- Chionactis occipitalis (Hallowell, 1854)
- Chionactis palarostris (Klauber, 1937)
- Coluber anthonyi (Stejneger, 1901)
- Coluber aurigulus (Cope, 1861)
- Coluber bilineatus (Jan, 1863)
- Coluber constrictor Linnaeus, 1758
- Coluber flagellum Shaw, 1802
- Coluber fuliginosus (Cope, 1895)
- Coluber lateralis (Hallowell, 1853)
- Coluber mentovarius (Duméril, Bibron & Duméril, 1854)
- Coluber schotti (Baird & Girard, 1853)
- Coluber taeniatus (Hallowell, 1852)
- Conopsis acuta (Cope, 1886)
- Conopsis amphisticha (Smith & Laufe, 1945)
- Conopsis biserialis (Taylor & Smith, 1942)
- Conopsis lineata (Kennicott, 1859)
- Conopsis megalodon (Taylor & Smith, 1942)
- Conopsis nasus (Günther, 1858)
- Dendrophidion vinitor Smith, 1941
- Drymarchon corais (Boie, 1827)
- Drymarchon melanurus (Duméril, Bibron & Duméril, 1854)
- Drymobius chloroticus (Cope, 1886)
- Drymobius margaritiferus (Schlegel, 1837)
- Ficimia hardyi MENDOZA-QUIJANO & Smith, 1993
- Ficimia olivacea Gray, 1849
- Ficimia publia Cope, 1866
- Ficimia ramirezi Smith & Langebartel, 1949
- Ficimia ruspator Smith & Taylor, 1941
- Ficimia streckeri Taylor, 1931
- Ficimia variegata (Günther, 1858)
- Geagras redimitus Cope, 1876
- Gyalopion canum (Cope, 1861)
- Gyalopion quadrangulare (Günther, 1893)
- Lampropeltis alterna (Brown, 1901)
- Lampropeltis californiae (Blainville, 1835)
- Lampropeltis knoblochi (Taylor, 1940)
- Lampropeltis mexicana (Garman, 1884)
- Lampropeltis pyromelana (Cope, 1866)
- Lampropeltis ruthveni Blanchard, 1920
- Lampropeltis splendida (Baird & Girard, 1853)
- Lampropeltis triangulum (Lacépède, 1789)
- Lampropeltis webbi Bryson, Dixon & Lazcano, 2005
- Lampropeltis zonata (Lockington, 1835)
- Leptophis ahaetulla (Linnaeus, 1758)
- Leptophis diplotropis (Günther, 1872)
- Leptophis mexicanus Duméril, Bibron & Duméril, 1854
- Leptophis modestus (Günther, 1872) VU
- Mastigodryas cliftoni (Hardy, 1964)
- Mastigodryas dorsalis (Bocourt, 1890)
- Mastigodryas melanolomus (Cope, 1868)
- Opheodrys aestivus (Linnaeus, 1766)
- Opheodrys vernalis (Harlan, 1827)
- Oxybelis aeneus (Wagler, 1824)
- Oxybelis fulgidus (Daudin, 1803)
- Pantherophis bairdi (Yarrow, 1880)
- Pantherophis emoryi (Baird & Girard, 1853)
- Phyllorhynchus browni Stejneger, 1890
- Phyllorhynchus decurtatus (Cope, 1868)
- Pituophis catenifer Blainville, 1835
- Pituophis deppei (Duméril, 1853)
- Pituophis lineaticollis (Cope, 1861)
- Pituophis melanoleucus (Daudin, 1803)
- Pituophis vertebralis (Blainville, 1835)
- Pliocercus elapoides Cope, 1860
- Pliocercus wilmarai Smith, Perez-Higareda & Schiszar, 1996
- Pseudelaphe flavirufa (Cope, 1867)
- Pseudoficimia frontalis (Cope, 1864)
- Pseustes poecilonotus (Günther, 1858)
- Rhinocheilus lecontei Baird & Girard, 1853
- Salvadora bairdi Jan 1860
- Salvadora grahamiae Baird & Girard, 1853
- Salvadora hexalepis (Cope, 1867)
- Salvadora intermedia Hartweg, 1940
- Salvadora lemniscata (Cope, 1895)
- Salvadora mexicana (Duméril, Bibron & Duméril, 1854)
- Scaphiodontophis annulatus (Duméril, Bibron & Duméril, 1854)
- Senticolis triaspis (Cope, 1866)
- Sonora aemula (Cope, 1879)
- Sonora michoacanensis (Dugès, 1884)
- Sonora mutabilis Stickel, 1943
- Sonora semiannulata Baird & Girard, 1853
- Spilotes pullatus (Linnaeus, 1758)
- Stenorrhina degenhardtii (Berthold, 1846)
- Stenorrhina freminvillei (Duméril, Bibron & Duméril, 1854)
- Symphimus leucostomus Cope, 1869
- Symphimus mayae (Gaige, 1936)
- Sympholis lippiens Cope, 1861
- Tantilla atriceps (Günther, 1895)
- Tantilla bocourti (Günther, 1895)
- Tantilla briggsi Savitzky & Smith, 1971
- Tantilla calamarina Cope, 1866
- Tantilla cascadae Wilson & Meyer, 1981
- Tantilla ceboruca  Canseco-Márquez, Smith, Ponce-Campos, Flores-Villela & Campbell, 2007
- Tantilla coronadoi Hartweg, 1944
- Tantilla cuniculator Smith, 1939
- Tantilla deppei (Bocourt, 1883)
- Tantilla flavilineata Smith & Burger, 1950
- Tantilla gracilis Baird & Girard, 1853
- Tantilla hobartsmithi Taylor, 1936
- Tantilla impensa Campbell, 1998
- Tantilla jani (Günther, 1895)
- Tantilla johnsoni Wilson, Vaughn & Dixon, 1999
- Tantilla melanocephala (Linnaeus, 1758)
- Tantilla moesta (Günther, 1863)
- Tantilla nigriceps Kennicott 1860
- Tantilla oaxacae Wilson & Meyer, 1971
- Tantilla planiceps (Blainville, 1835)
- Tantilla robusta Canseco-Márquez, MENDELSOHN & GUTIÉRREZ-MAYÉN, 2002
- Tantilla rubra Cope, 1876
- Tantilla schistosa (Bocourt, 1883)
- Tantilla sertula Wilson & Campbell, 2000
- Tantilla shawi Taylor, 1949
- Tantilla slavensi Pérez-Higareda, Smith & Smith, 1985
- Tantilla striata Dunn, 1928
- Tantilla taeniata Bocourt, 1883
- Tantilla tayrae Wilson, 1983
- Tantilla triseriata Smith & Smith, 1951
- Tantilla vulcani Campbell, 1998
- Tantilla wilcoxi Stejneger, 1902
- Tantilla yaquia Smith, 1942
- Tantillita brevissima (Taylor, 1937)
- Tantillita canula (Cope, 1876)
- Tantillita lintoni (Smith, 1940)
- Trimorphodon biscutatus (Duméril, Bibron & Duméril, 1854)
- Trimorphodon lambda Cope, 1886
- Trimorphodon lyrophanes (Cope, 1860)
- Trimorphodon paucimaculatus Taylor, 1938
- Trimorphodon tau Cope, 1870
- Trimorphodon vilkinsonii Cope, 1886

### Дипсадинові(Dipsadidae)

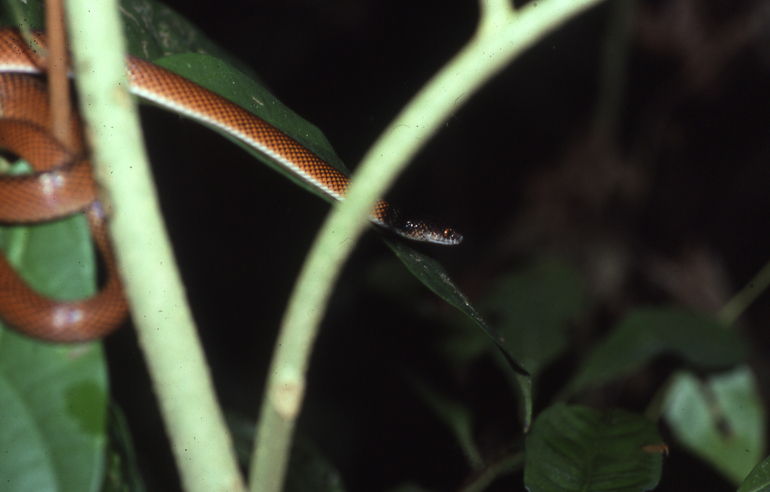
Clelia clelia

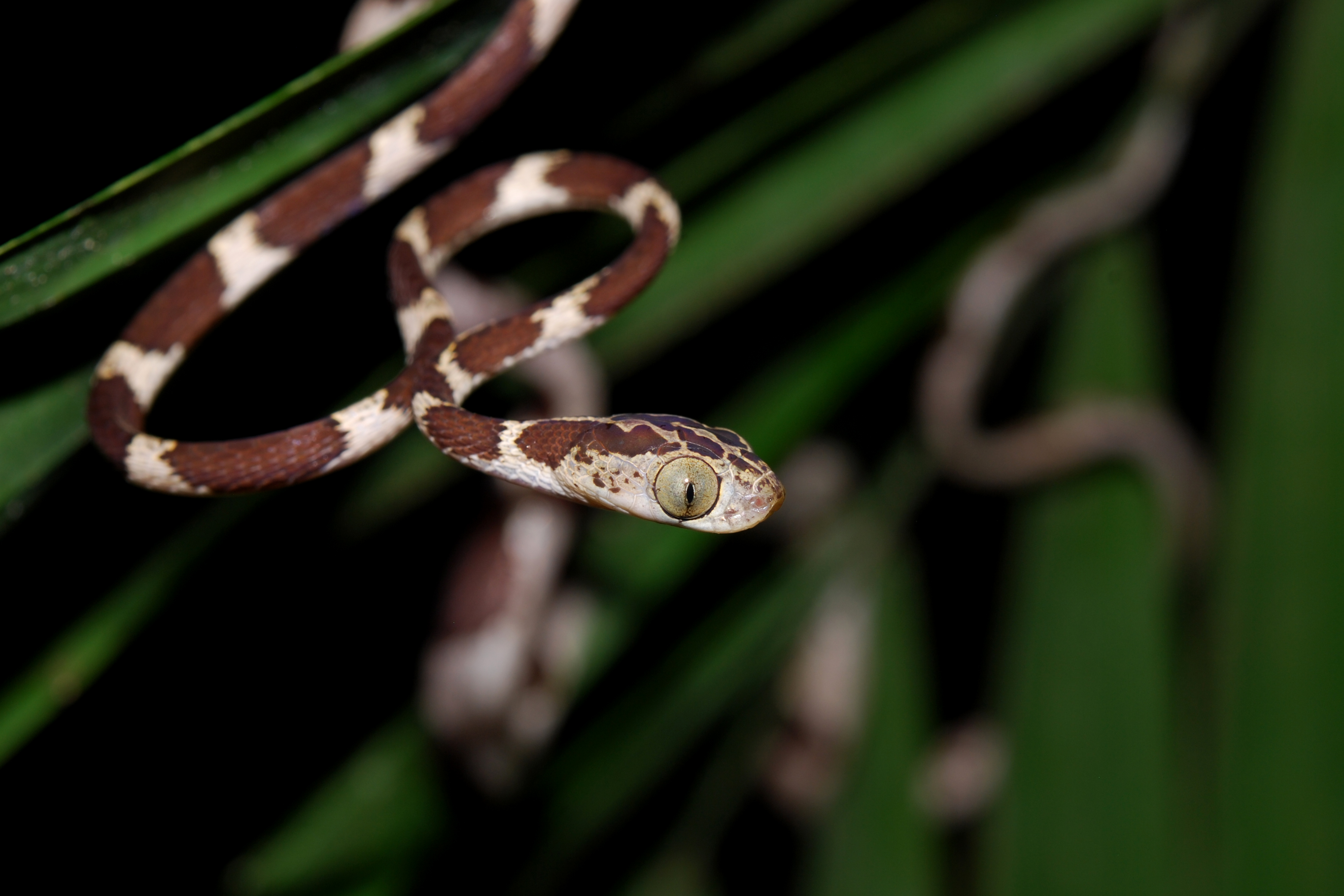
Imantodes cenchoa

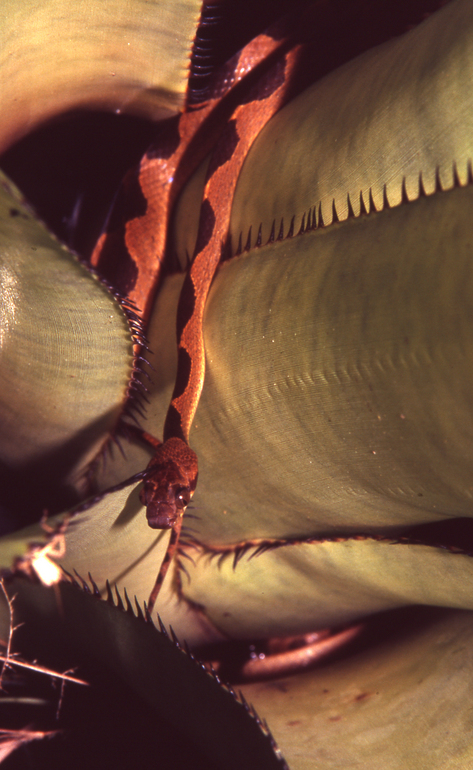
Leptodeira annulata

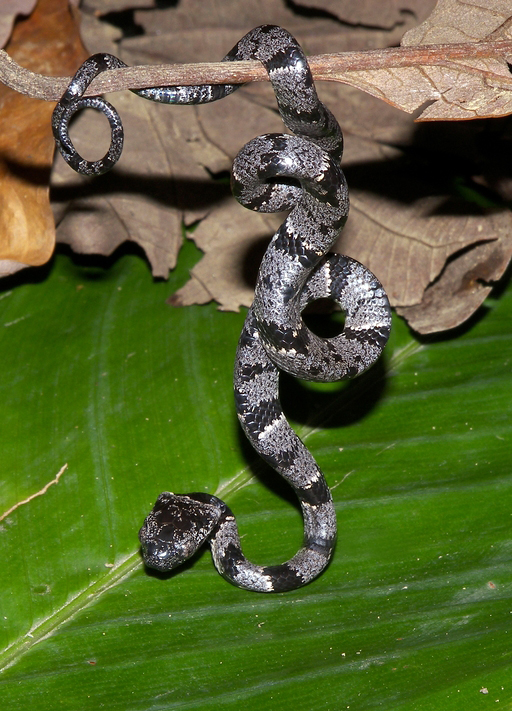
Sibon nebulata

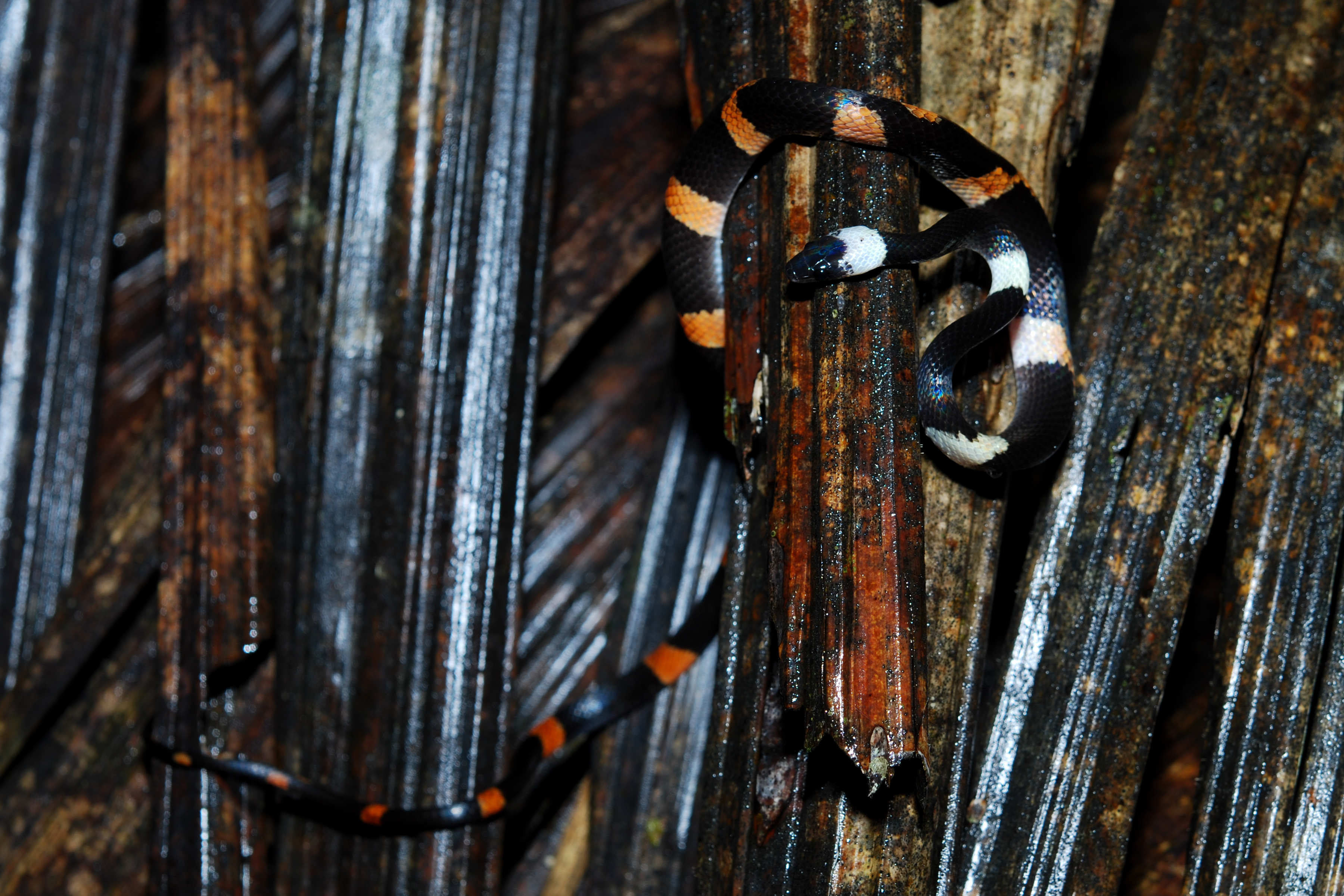
Oxyrhopus petola

Дипсадинові (Dipsadidae) — родина змій, поширена у всьому світі, що складається з 95 родів і 738 видів. Деякі автори відносять їх до підродини (Dipsadinae) родини Colubridae. У Мексиці зустрічається 130 видів.
- Adelphicos latifasciatum Lynch & Smith, 1966
- Adelphicos nigrilatum Smith, 1942
- Adelphicos quadrivirgatum Jan 1862
- Adelphicos veraepacis Stuart, 1941
- Amastridium veliferum Cope, 1860
- Chersodromus liebmanni Reinhardt, 1861
- Chersodromus rubriventris (Taylor, 1949)
- Clelia clelia (Daudin, 1803)
- Clelia scytalina (Cope, 1867)
- Coniophanes alvarezi Campbell, 1989
- Coniophanes bipunctatus (Günther, 1858)
- Coniophanes fissidens (Günther, 1858)
- Coniophanes imperialis (Baird, 1859)
- Coniophanes lateritius Cope, 1862
- Coniophanes melanocephalus (Peters, 1869)
- Coniophanes meridanus Schmidt & Andrews, 1936
- Coniophanes michoacanensis Flores-Villela & Smith, 2009
- Coniophanes piceivittis Cope, 1869
- Coniophanes quinquevittatus (Duméril, Bibron & Duméril, 1854)
- Coniophanes sarae Ponce-Campos & Smith, 2001
- Coniophanes schmidti Bailey, 1937
- Coniophanes taylori Hall, 1951
- Conophis lineatus (Duméril, Bibron & Duméril, 1854)
- Conophis morai Perez-Higareda, Lopez-Luna & Smith, 2002
- Conophis pulcher Cope, 1869
- Conophis vittatus Peters, 1860
- Cryophis hallbergi Bogert & Duellman, 1963
- Diadophis punctatus (Linnaeus, 1766)
- Dipsas brevifacies (Cope, 1866)
- Dipsas gaigeae (Oliver, 1937)
- Dipsas maxillaris (Werner, 1910)
- Enulius flavitorques (Cope, 1868)
- Enulius oligostichus Smith, Arndt & Sherbrook, 1967
- Geophis anocularis Dunn, 1920
- Geophis bicolor Günther, 1868
- Geophis blanchardi Taylor & Smith, 1939
- Geophis cancellatus Smith, 1941
- Geophis carinosus Stuart, 1941
- Geophis chalybeus (Wagler, 1830)
- Geophis dubius (Peters, 1861)
- Geophis duellmani Smith & Holland, 1969
- Geophis dugesii Bocourt, 1883
- Geophis immaculatus Downs, 1967
- Geophis incomptus Duellman, 1959
- Geophis isthmicus (Boulenger, 1894)
- Geophis juarezi Nieto-Montes de Oca, 2003
- Geophis juliai Pérez-Higareda, Smith & López-Luna, 2001
- Geophis laticinctus Smith & Williams, 1963
- Geophis laticollaris Smith, Lynch & Altig, 1965
- Geophis latifrontalis Garman, 1883
- Geophis maculiferus Taylor, 1941
- Geophis mutitorques (Cope, 1885)
- Geophis nasalis (Cope, 1868)
- Geophis nigrocinctus Duellman, 1959
- Geophis occabus Pavón-Vázquez, García-Vázquez, Blancas-Hernández & Nieto-Montes de Oca, 2011
- Geophis omiltemanus Günther, 1893
- Geophis petersii Boulenger, 1894
- Geophis pyburni Campbell & Murphy, 1977
- Geophis rhodogaster (Cope, 1868)
- Geophis rostralis (Jan, 1865)
- Geophis russatus Smith & Williams, 1966
- Geophis sallaei Boulenger, 1894
- Geophis semidoliatus (Duméril, Bibron & Duméril, 1854)
- Geophis sieboldi (Jan, 1862)
- Geophis tarascae Hartweg, 1959
- Geophis turbidus Pavón-Vazquez, Canseco-Márquez & Nieto-Montes de Oca, 2013
- Heterodon kennerlyi Kennicott 1860
- Heterodon nasicus Baird & Girard, 1852
- Hypsiglena affinis Boulenger, 1894
- Hypsiglena chlorophaea Cope, 1860
- Hypsiglena jani (Dugès, 1865)
- Hypsiglena ochrorhyncha Cope, 1860
- Hypsiglena slevini Tanner, 1943
- Hypsiglena tanzeri Dixon & Lieb, 1972
- Hypsiglena torquata (Günther, 1860)
- Imantodes cenchoa (Linnaeus, 1758)
- Imantodes gemmistratus (Cope, 1861)
- Imantodes tenuissimus (Cope, 1867)
- Leptodeira annulata (Linnaeus, 1758)
- Leptodeira frenata (Cope, 1886)
- Leptodeira maculata (Hallowell, 1861)
- Leptodeira nigrofasciata Günther, 1868
- Leptodeira polysticta Günther, 1895
- Leptodeira punctata (Peters, 1866)
- Leptodeira septentrionalis Kennicott 1859
- Leptodeira splendida Günther, 1895
- Leptodeira uribei (Bautista & Smith, 1992)
- Manolepis putnami (Jan, 1863)
- Ninia diademata Baird & Girard, 1853
- Ninia sebae (Duméril, Bibron & Duméril, 1854)
- Oxyrhopus petolarius (Linnaeus, 1758)
- Pseudoleptodeira latifasciata (Günther, 1894)
- Rhadinaea bogertorum Myers, 1974
- Rhadinaea cuneata Myers, 1974
- Rhadinaea decorata (Günther, 1858)
- Rhadinaea forbesi Smith, 1942
- Rhadinaea fulvivittis Cope, 1875
- Rhadinaea gaigeae Bailey, 1937
- Rhadinaea hesperia Bailey, 1940
- Rhadinaea laureata (Günther, 1868)
- Rhadinaea macdougalli Smith & Langebartel, 1949
- Rhadinaea marcellae Taylor, 1949
- Rhadinaea montana Smith, 1944
- Rhadinaea myersi Rossman, 1965
- Rhadinaea omiltemana (Günther, 1894)
- Rhadinaea quinquelineata Cope, 1886
- Rhadinaea taeniata (Peters, 1863)
- Rhadinella godmani (Günther, 1865)
- Rhadinella hannsteini (Stuart, 1949)
- Rhadinella hempsteadae (Stuart & Bailey, 1941)
- Rhadinella kanalchutchan (Mendelson & Kizirian, 1995)
- Rhadinella kinkelini (Boettger, 1898)
- Rhadinella lachrymans (Cope, 1870)
- Rhadinella posadasi (Slevin, 1936)
- Rhadinella schistosa Smith, 1941
- Rhadinophanes monticola Myers & Campbell, 1981
- Sibon dimidiatus (Günther, 1872)
- Sibon linearis Perez-Higareda, Lopez-Luna & Smith, 2002
- Sibon nebulatus (Linnaeus, 1758)
- Sibon sanniolus (Cope, 1866)
- Tantalophis discolor (Günther, 1860)
- Tretanorhinus nigroluteus Cope, 1861
- Tropidodipsas annuliferus Boulenger, 1894
- Tropidodipsas fasciata Günther, 1858
- Tropidodipsas fischeri (Boulenger, 1894)
- Tropidodipsas philippii (Jan, 1863)
- Tropidodipsas repleta Smith, Lemos-Espinal, Hartman & Schiszar, 2005
- Tropidodipsas sartorii Cope, 1863
- Tropidodipsas zweifeli (Liner & Wilson, 1970)
- Xenodon rabdocephalus (Wied, 1824)

### Вужеві(Natricidae)

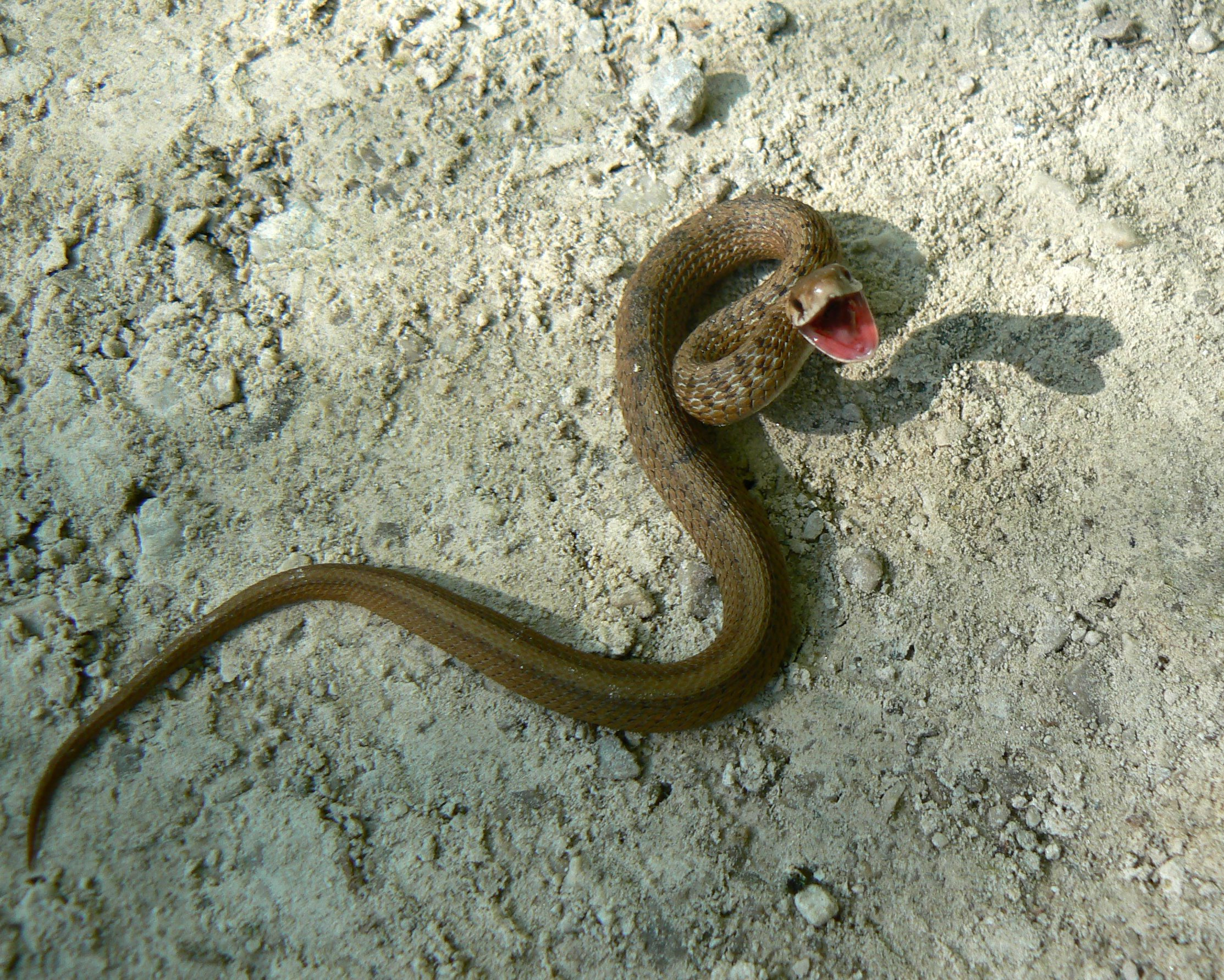
Storeria dekayi

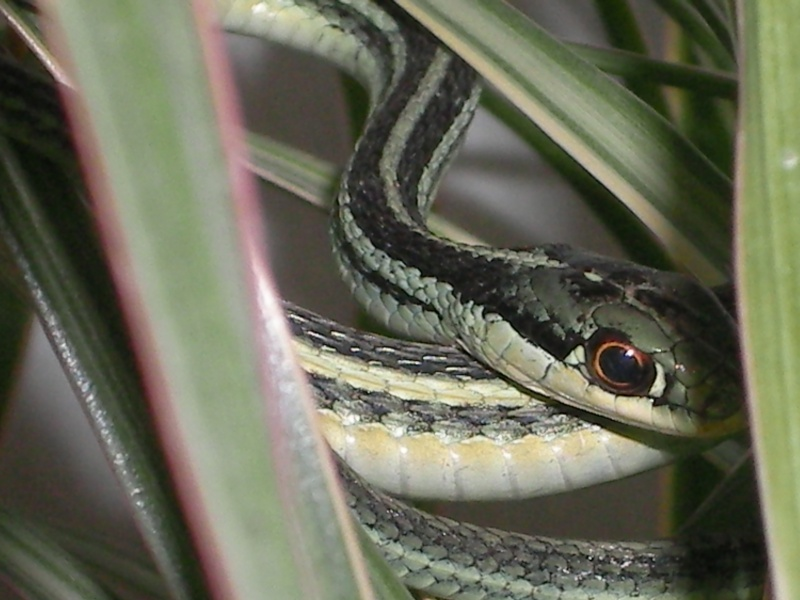
Thamnophis proximus

Вужеві (Natricidae) — родина змій, поширена у всьому світі, що складається з 222 видів. Деякі автори відносять їх до підродини Natracinae родини Colubridae. У Мексиці зустрічається 36 видів.
- Adelophis copei Dugès, 1879
- Adelophis foxi Rossman & Blaney, 1968
- Nerodia erythrogaster (Forster, 1771)
- Nerodia rhombifer (Hallowell, 1852)
- Storeria dekayi (Holbrook, 1839)
- Storeria hidalgoensis Taylor, 1942
- Storeria storerioides (Cope, 1866)
- Thamnophis angustirostris (Kennicott, 1860)
- Thamnophis bogerti Rossman & Burbrink, 2005
- Thamnophis chrysocephalus (Cope, 1885)
- Thamnophis conanti Rossman & Burbrink, 2005
- Thamnophis cyrtopsis (Kennicott, 1860)
- Thamnophis elegans (Baird & Girard, 1853)
- Thamnophis eques (Reuss, 1834)
- Thamnophis exsul Rossman, 1969
- Thamnophis fulvus (Bocourt, 1893)
- Thamnophis godmani (Günther, 1894)
- Thamnophis hammondii (Kennicott, 1860)
- Thamnophis lineri Rossman & Burbrink, 2005
- Thamnophis marcianus (Baird & Girard, 1853)
- Thamnophis melanogaster (Wiegmann, 1830)
- Thamnophis mendax Walker, 1955
- Thamnophis nigronuchalis Thompson, 1957
- Thamnophis postremus Smith, 1942
- Thamnophis proximus (Say, 1823)
- Thamnophis pulchrilatus (Cope, 1885)
- Thamnophis radix (Baird & Girard, 1853)
- Thamnophis rossmani Conant, 2000
- Thamnophis rufipunctatus (Cope, 1875)
- Thamnophis sauritus (Linnaeus, 1766)
- Thamnophis scalaris Cope, 1861
- Thamnophis scaliger (Jan, 1863)
- Thamnophis sirtalis (Linnaeus, 1758)
- Thamnophis sumichrasti (Cope, 1866)
- Thamnophis valida (Kennicott, 1860)
- Tropidoclonion lineatum (Hallowell, 1856)

### Аспідові(Elapidae)

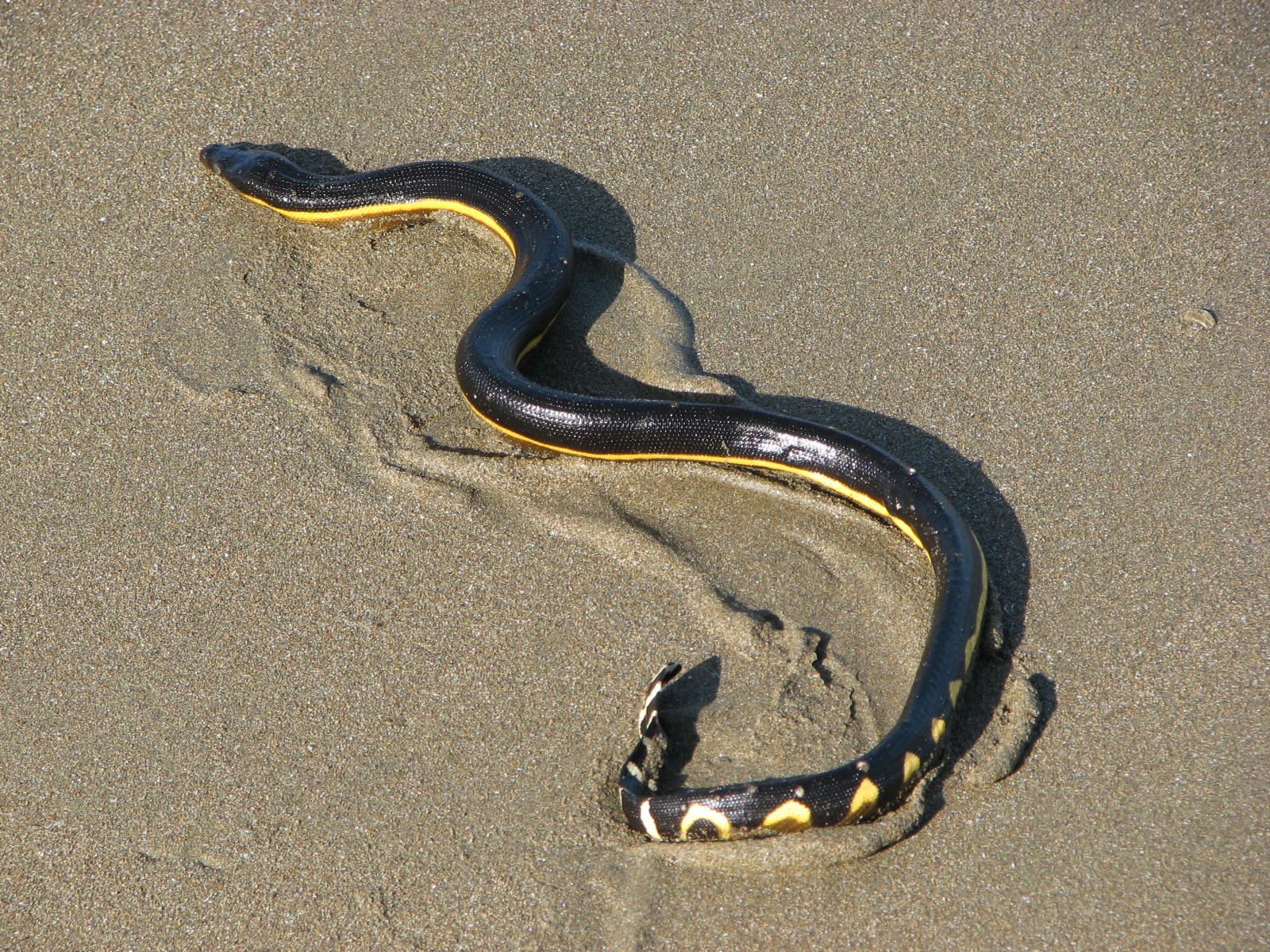
Hydrophis platurus

Елапіди (Elapidae) — родина отруйних змій, що мешкають у тропічних і субтропічних регіонах світу. Вони характеризуються тим, що мають нерухомі порожнисті ікла, через які вони впорскують отруту. Деякі з його найвідоміших представників — кобри, коралові змії, мамби та морські змії. Зовні наземні елапіди схожі на колубрид; Майже всі вони мають довге тонке тіло, голову, покриту великою лускою, і очі з круглими зіницями. Крім того, вони зазвичай досить активні, і багато видів є яйцекладними. Морські змії, які також є елапідами, по-різному та різною мірою пристосувалися до морського життя. Їх характеристики можуть включати сплощені з боків тіла та кермові хвости для плавання, а також здатність виділяти сіль. В даний час у всьому світі виділяють 351 вид. У Мексиці зустрічається 19 видів, з них 17 коралових змій.
- Hydrophis platurus (Linnaeus, 1766)
- Laticauda colubrina (Schneider, 1799)[7]
- Micruroides euryxanthus (Kennicott, 1860)
- Micrurus bernadi (Cope, 1887)
- Micrurus bogerti Roze, 1967
- Micrurus browni Schmidt & Smith, 1943
- Micrurus diastema (Duméril, Bibron & Duméril, 1854)
- Micrurus distans (Kennicott, 1860)
- Micrurus elegans (Jan, 1858)
- Micrurus ephippifer (Cope, 1886)
- Micrurus laticollaris (Peters, 1870)
- Micrurus latifasciatus Schmidt, 1933
- Micrurus limbatus Fraser, 1964
- Micrurus nebularis Roze, 1989
- Micrurus nigrocinctus (Girard, 1854)
- Micrurus pachecogili Campbell, 2000
- Micrurus proximans Smith & Chrapliwy, 1958
- Micrurus tamaulipensis Lavin-Murcio & Dixon, 2004
- Micrurus tener Baird & Girard, 1853

### Гадюкові(Viperidae)

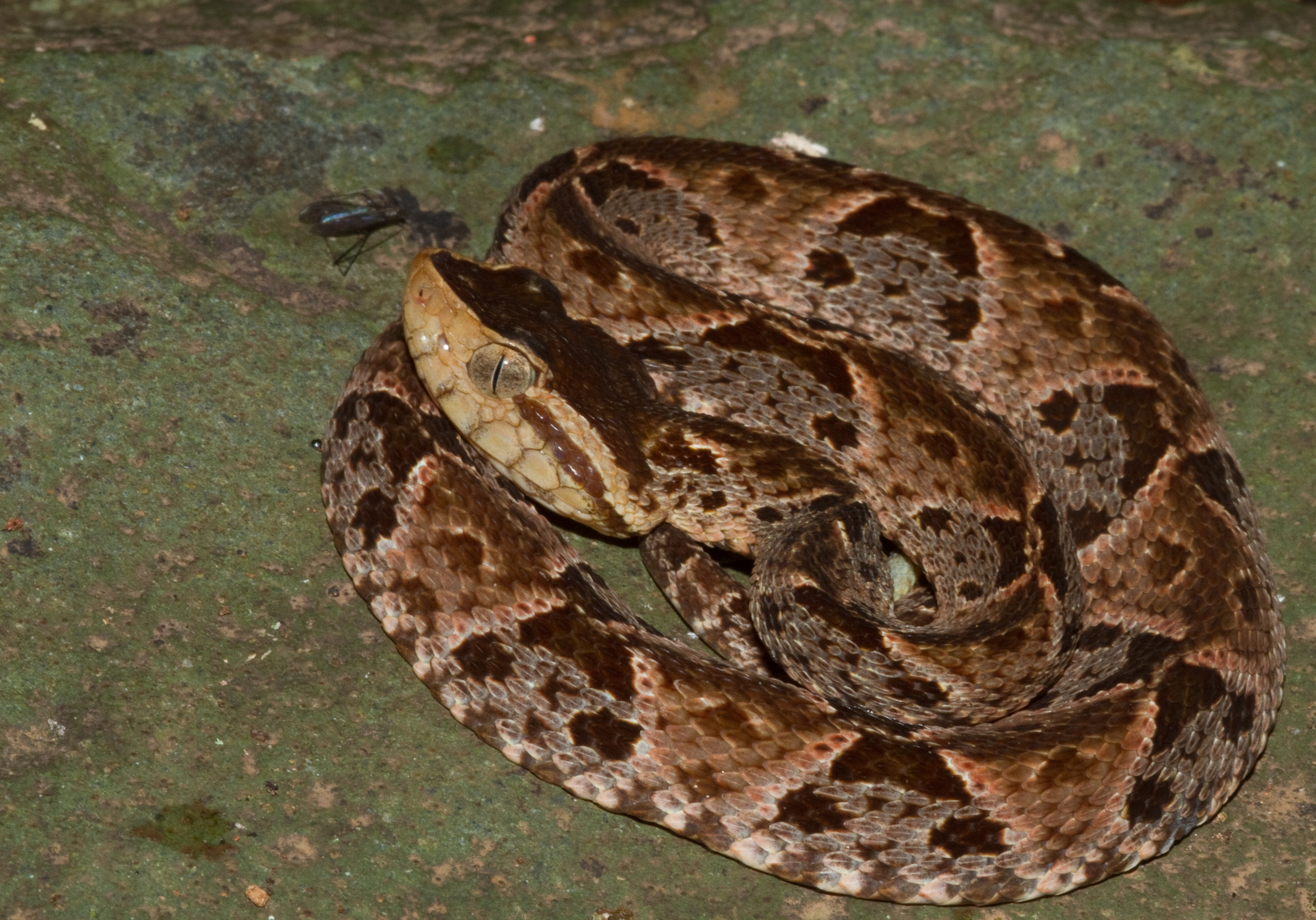
Bothrops asper

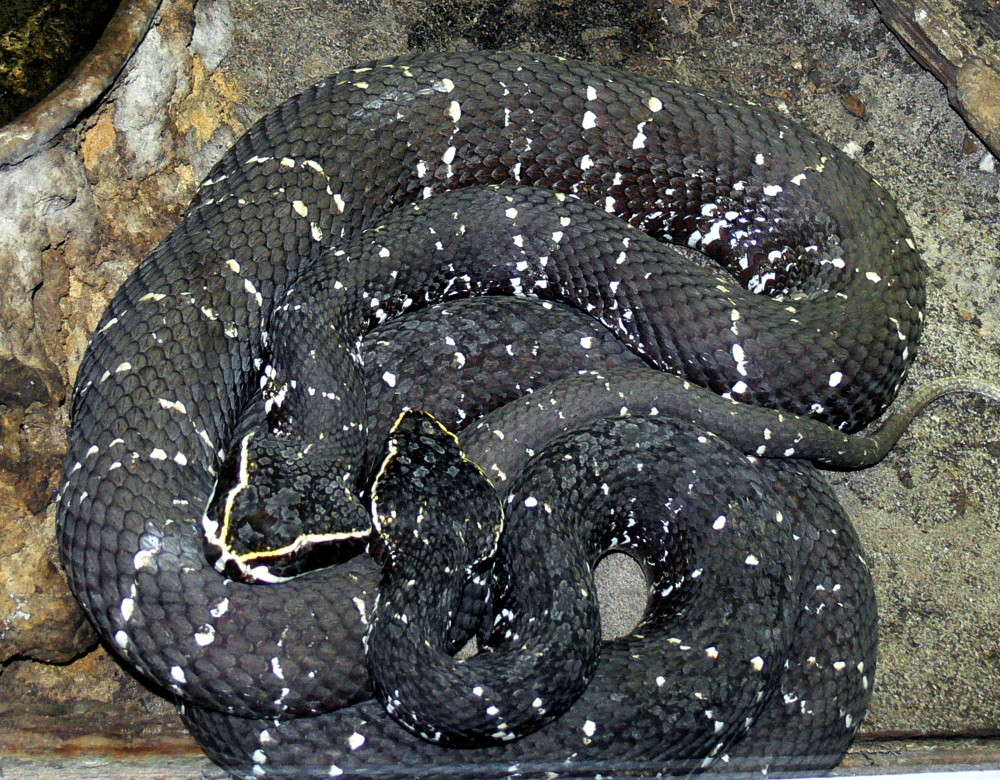
Agkistrodon bilineatus

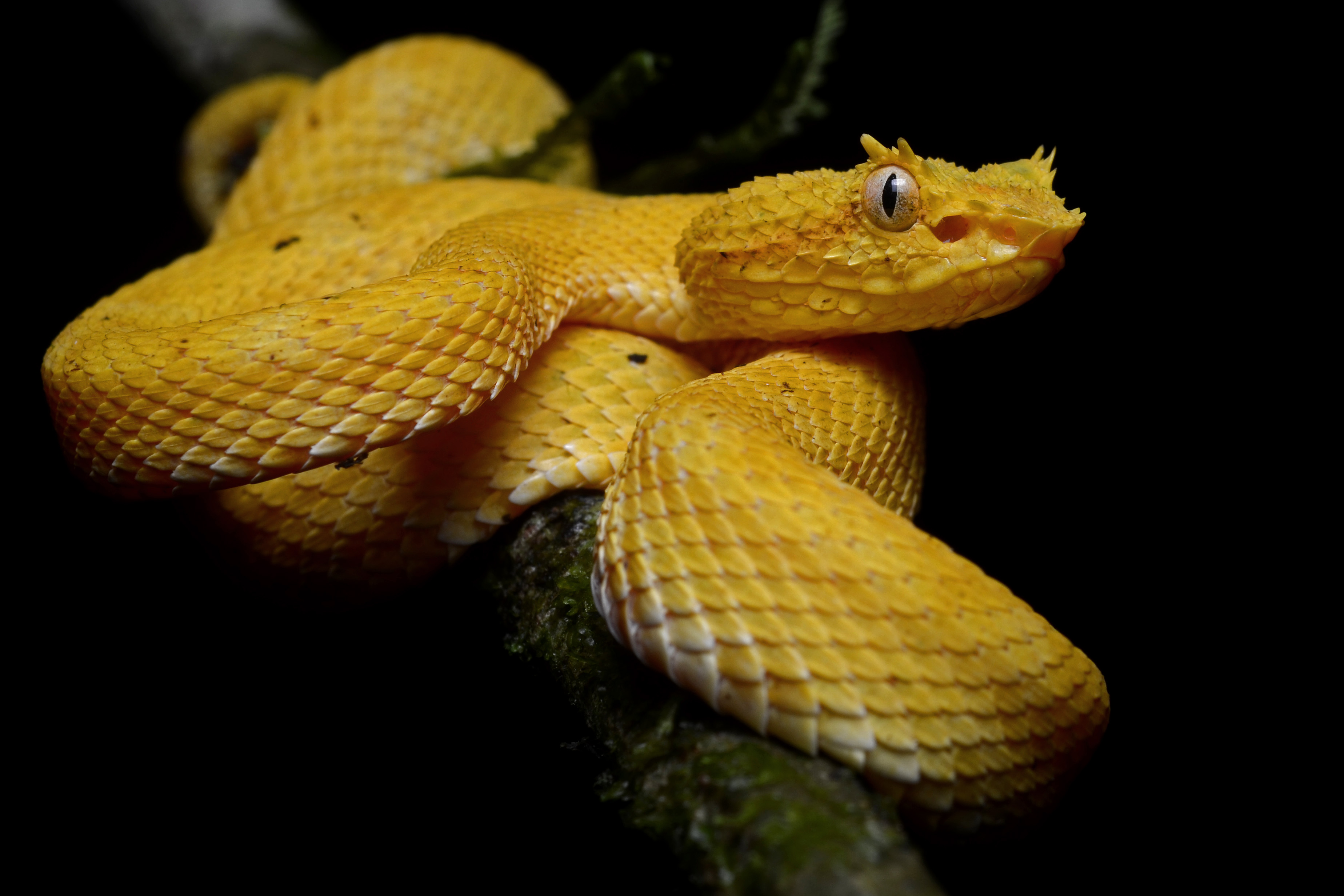
Bothriechis schlegelii

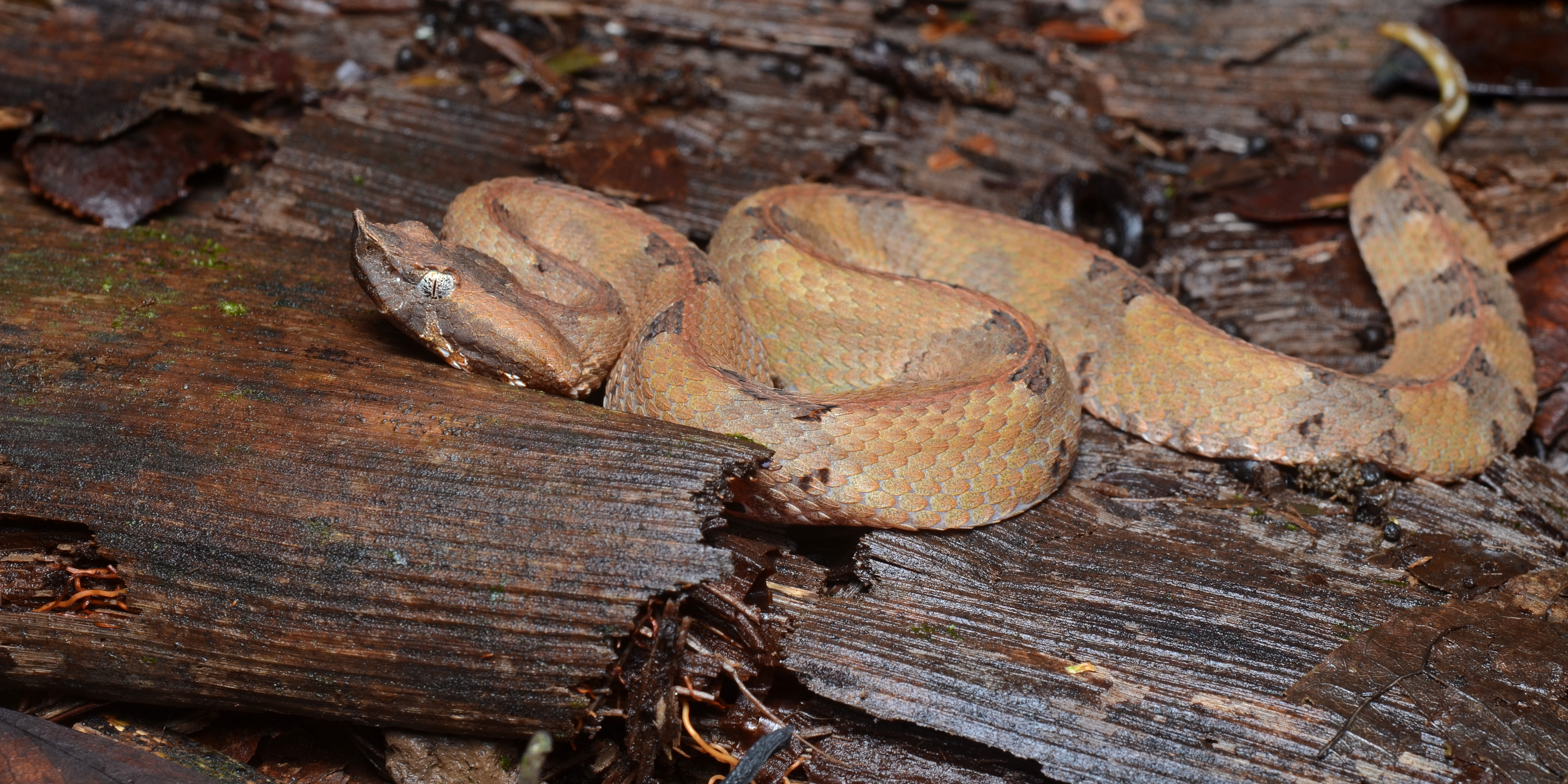
Porthidium nasutum

Гадюкові (Viperidae) — родина сильноотруйних змій, яка складається з чотирьох підродин. Підродина Crotalinae, відома як «ямкоподібні гадюки», є єдиними гадюками, корінними для Америки. У них є лореалева яма, отвір з кожного боку голови між оком і ніздрею; це терморецепторний орган, який дуже чутливий до коливань температури і використовується для виявлення теплокровної жертви. Виділяють приблизно 321 вид гадюк, об'єднаних у 32 роди. У Мексиці зустрічається 10 родів і 59 видів.
- Agkistrodon bilineatus Günther, 1863 NT
- Agkistrodon contortrix (Linnaeus, 1766)
- Agkistrodon russeolus Gloyd, 1972
- Agkistrodon taylori Burger & Robertson, 1951
- Atropoides mexicanus (Duméril, Bibron & Duméril, 1854)
- Atropoides nummifer (Rüppel, 1845)
- Atropoides occiduus (Hoge, 1966)
- Atropoides olmec (Perez-Higareda, Smith, Julia-Zertuche, 1985)
- Bothriechis aurifer (Salvin, 1860) VU
- Bothriechis bicolor (Bocourt, 1868)
- Bothriechis rowleyi (Bogert, 1968)
- Bothriechis schlegelii (Berthold, 1846)
- Bothrops asper (Garman, 1883)
- Cerrophidion godmani (Günther, 1863)
- Cerrophidion petlalcalensis LOPÉZ-LUNA, VOGT & TORRE-LORANCA, 1999
- Cerrophidion tzotzilorum (Campbell, 1985)
- Crotalus aquilus Klauber, 1952
- Crotalus atrox Baird & Girard, 1853
- Crotalus basiliscus (Cope, 1864)
- Crotalus catalinensis Cliff, 1954 CR
- Crotalus cerastes Hallowell, 1854
- Crotalus cerberus (Coues, 1875)
- Crotalus culminatus Klauber, 1952
- Crotalus durissus Linnaeus, 1758
- Crotalus enyo (Cope, 1861)
- Crotalus ericsmithi Campbell & Flores-Villela, 2008
- Crotalus intermedius Troschel, 1865
- Crotalus lannomi Tanner, 1966
- Crotalus lepidus (Kennicott, 1861)
- Crotalus mitchellii (Cope, 1861)
- Crotalus molossus Baird & Girard, 1853
- Crotalus oreganus Holbrook, 1840
- Crotalus ornatus Hallowell, 1854
- Crotalus polystictus (Cope, 1865)
- Crotalus pricei Van Denburgh, 1895
- Crotalus pusillus Klauber, 1952
- Crotalus ravus Cope, 1865
- Crotalus ruber Cope, 1892
- Crotalus scutulatus (Kennicott, 1861)
- Crotalus simus Latreille, 1801
- Crotalus stejnegeri Dunn, 1919
- Crotalus tancitarensis Alvarado-Díaz & Campbell, 2004
- Crotalus tigris Kennicott 1859
- Crotalus totonacus Gloyd & Kauffeld, 1940
- Crotalus transversus Taylor, 1944
- Crotalus triseriatus (Wagler, 1830)
- Crotalus tzabcan Klauber, 1952
- Crotalus viridis (Rafinesque, 1818)
- Crotalus willardi Meek, 1905
- Mixcoatlus barbouri (Dunn, 1919)
- Mixcoatlus browni (Shreve, 1938)
- Mixcoatlus melanurus (Müller, 1923)
- Ophryacus undulatus (Jan, 1859)
- Porthidium dunni (Hartweg & Oliver, 1938)
- Porthidium hespere (Campbell, 1976)
- Porthidium nasutum (Bocourt, 1868)
- Porthidium ophryomegas (Bocourt, 1868)
- Porthidium yucatanicum (Smith, 1941)
- Sistrurus catenatus (Rafinesque, 1818)